# Stift Millstatt

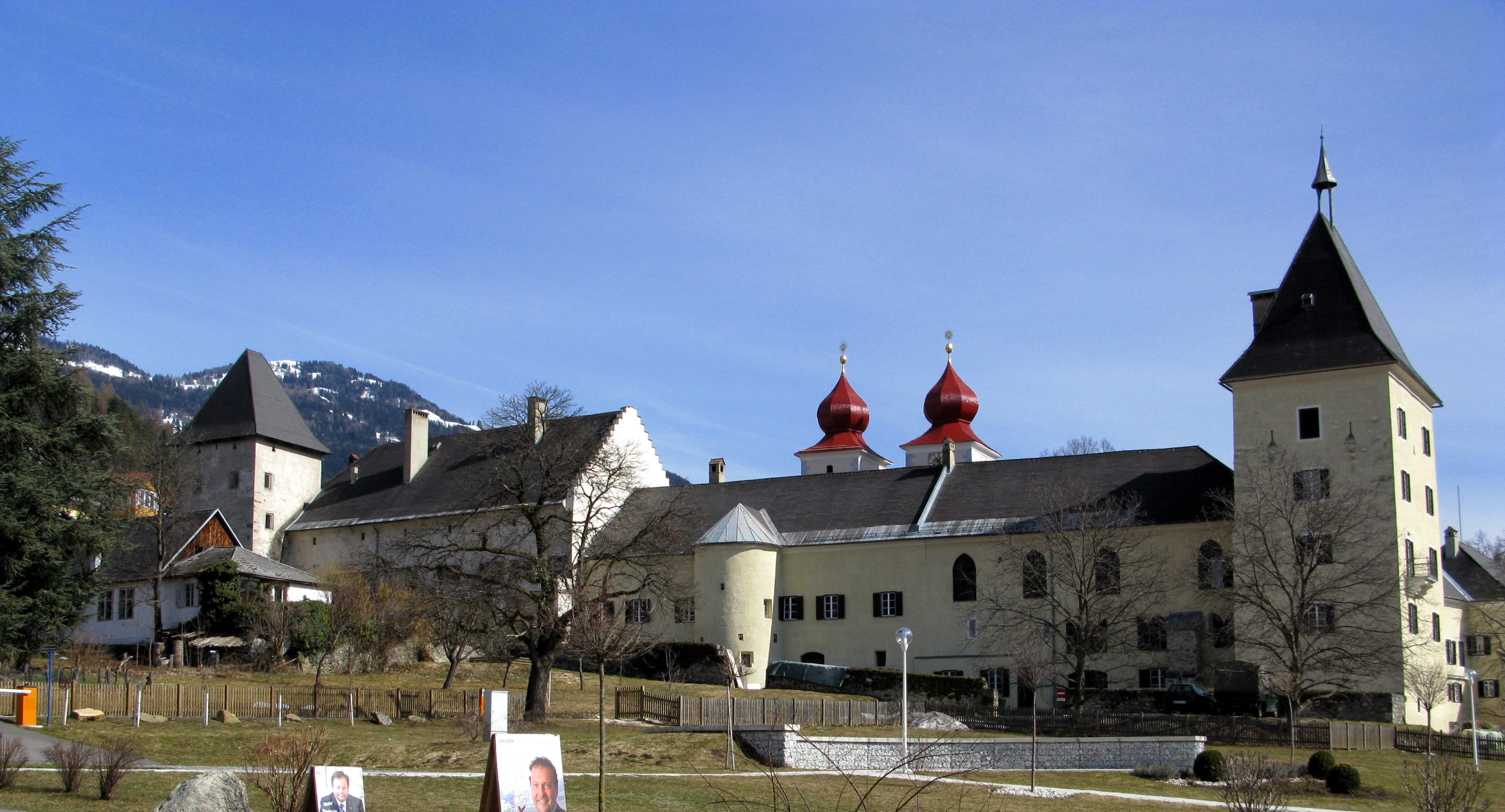
Stift Millstatt (Westansicht)

Das Stift Millstatt ist ein ehemaliges Kloster in Millstatt am See in Österreich. Stiftskirche und Millstätter Kreuzgang gehören insbesondere durch ihre überreiche Tiersymbolik zu den repräsentativen romanischen Bauwerken Kärntens. Das Stift wurde vor 1122, vermutlich um 1070, gegründet und von den Benediktinern (OSB) verwaltet. 1469 übernahm der Orden der St.-Georgs-Ritter das Stift; nach seinem Verfall 1598 wurde es den Jesuiten (SJ) übereignet. Die endgültige Aufhebung erfolgte 1773 unter Joseph II. Die Kirche gehört heute der Pfarre, alle anderen Gebäude des ehemaligen Klosters sind unter staatlicher Verwaltung (Österreichische Bundesforste). Das Kloster war über Jahrhunderte geistiger und kultureller Mittelpunkt Oberkärntens. Es zählte mit seinen Besitzungen rund um den Millstätter See, im Görtschitztal, im Friaul und in Salzburg zu den bedeutendsten in Kärnten.

## Geschichte

### Gründung

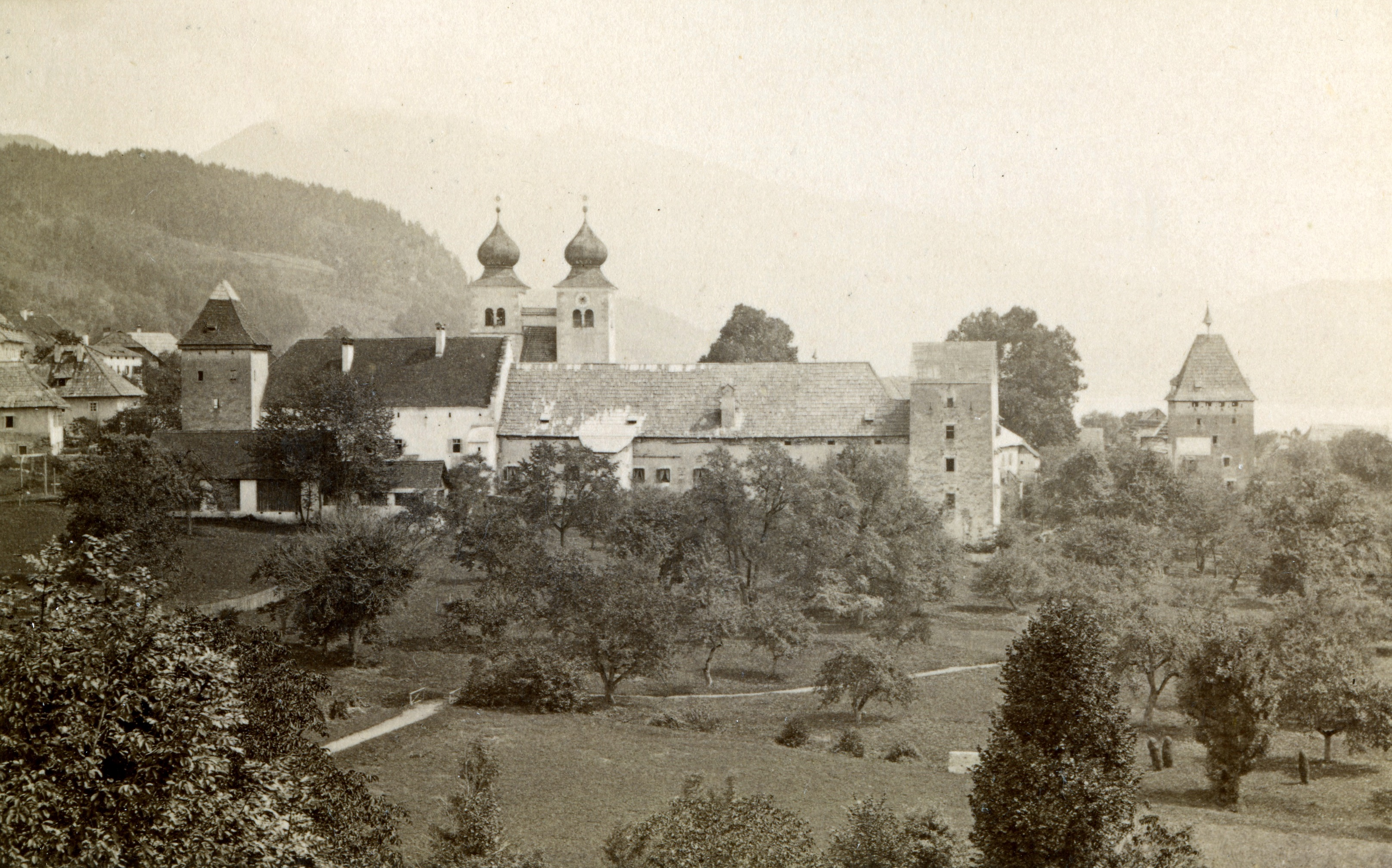
Ansicht um 1890

Das Stift Millstatt ist eine Gründung der Brüder Aribo II., eines vormaligen Pfalzgrafen, und Poto (auch Boto) aus dem bayerischen Geschlecht der Aribonen. Eine Gründungsurkunde ist nicht erhalten, das Gründungsjahr kann nur indirekt erschlossen werden. In einer Traditionsnotiz wird ein Rechtsgeschäft des Aribo mit Erzbischof Gebhard von Salzburg, unter anderem auch den Zehent für Aribos zwei Kirchen in Millstatt (due ad Milstat site) betreffend, erwähnt. Gebhard, der von 1060 bis 1088 amtierte, hatte um 1070 umfangreiche Zehentregulierungen vorgenommen. Da er als Gegner des Königs Heinrich IV. zwischen 1077 und 1086 geächtet war und sich in dieser Zeit in Schwaben aufhielt, Aribo hingegen ein Anhänger Heinrichs war, bleiben für die Gründung nur die Jahre 1060 bis 1077 und 1086 bis 1088, wobei die Forschung zu dem früheren Zeitfenster tendiert.
Aribo und Poto werden auch im Totenbuch von Millstatt aus dem 13. Jahrhundert als Gründer bezeichnet: Aerbo com. palatinus et fundator huius ecclesie und Poto com. et fundator huius ecclesiae. Der im selben Totenbuch bereits im 12. Jahrhundert als Gründer erwähnte Herzog Domitian (Domitianus dux fundator huius ecclesiae) wird hingegen von einigen Historikern ins Reich der Legenden verwiesen. Es wird jedoch nicht ausgeschlossen, dass lange vor dem von Aribo und Poto gegründeten Kloster bereits zur Zeit der Karolinger ein Kloster in Millstatt existiert hat.

### Das Benediktinerkloster (um 1070 bis 1469)

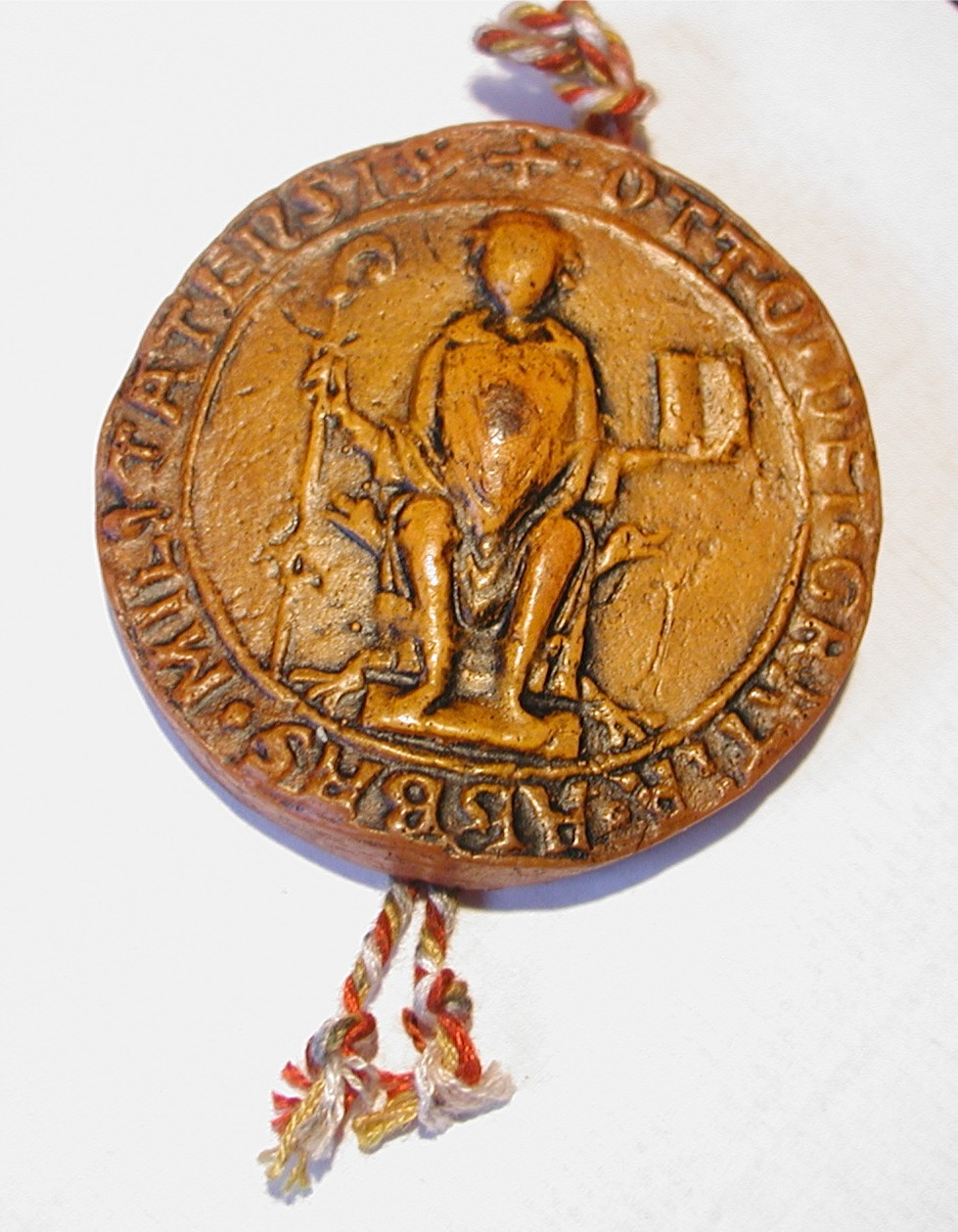
Siegel Kloster Millstadt 1236 – naturgetreuer Wachsabdruck

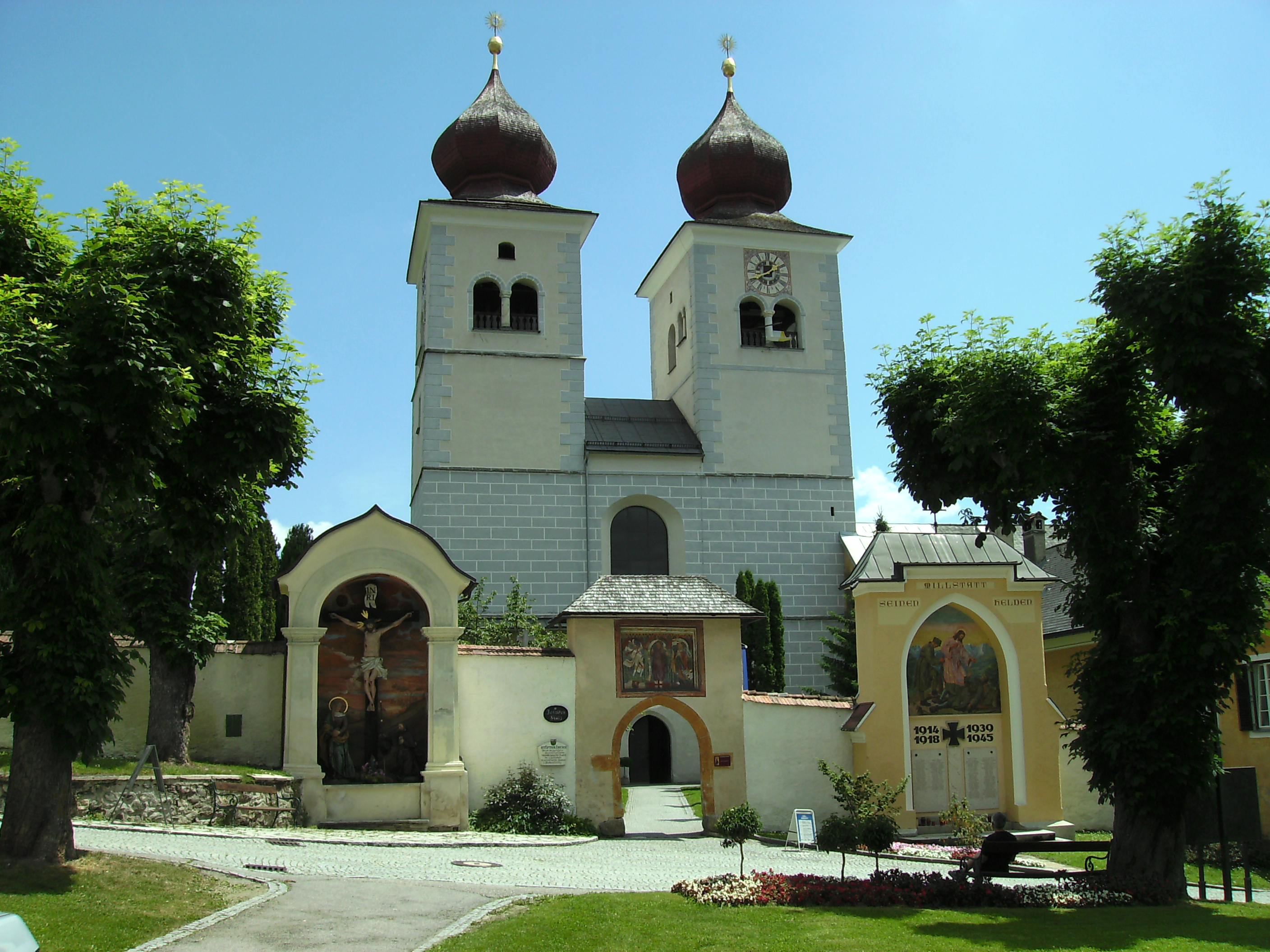
Kirchhofportal und Westbau der Kirche St. Salvator und Allerheiligen

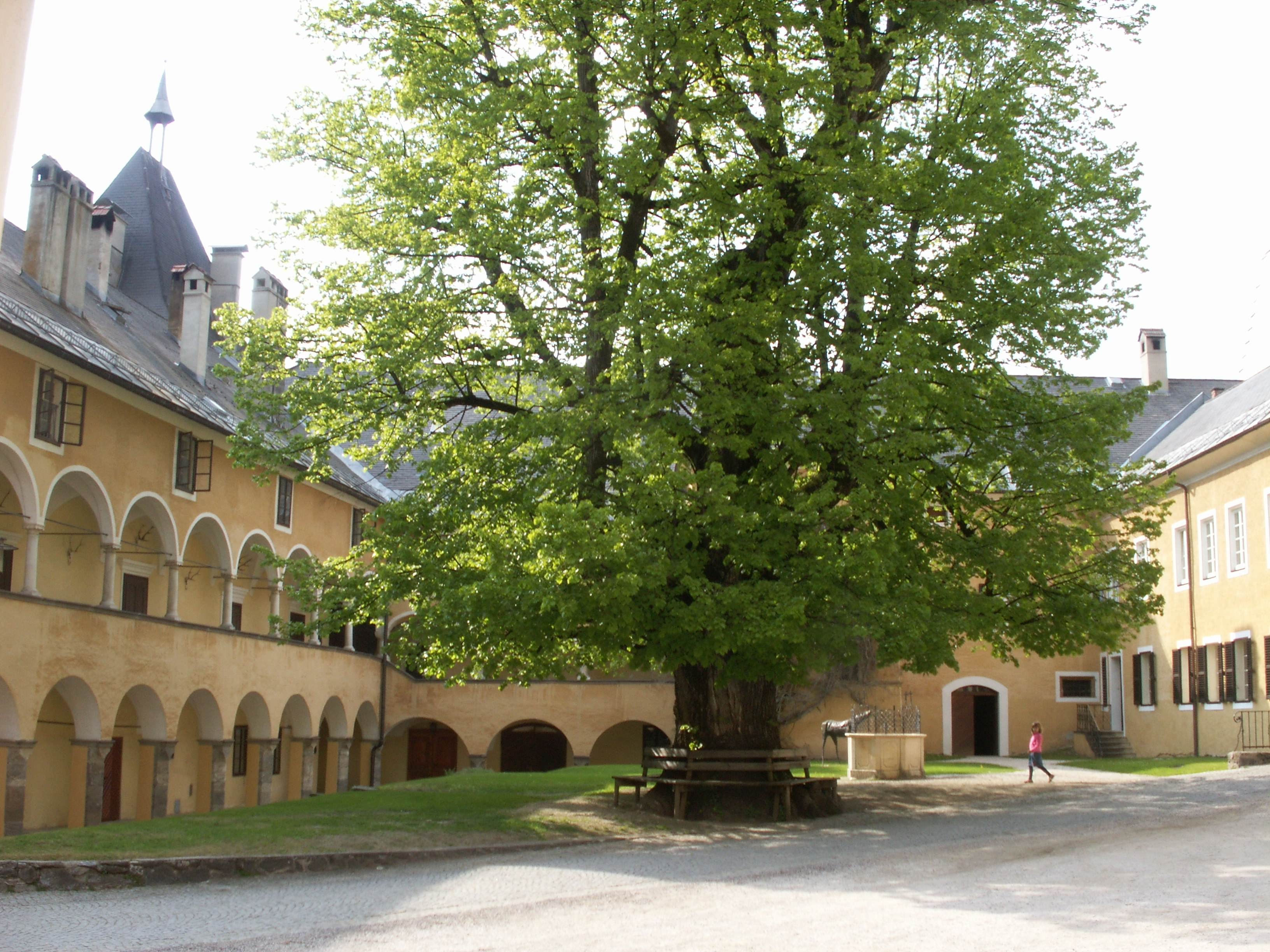
Der Arkadenhof im Ordensschloss

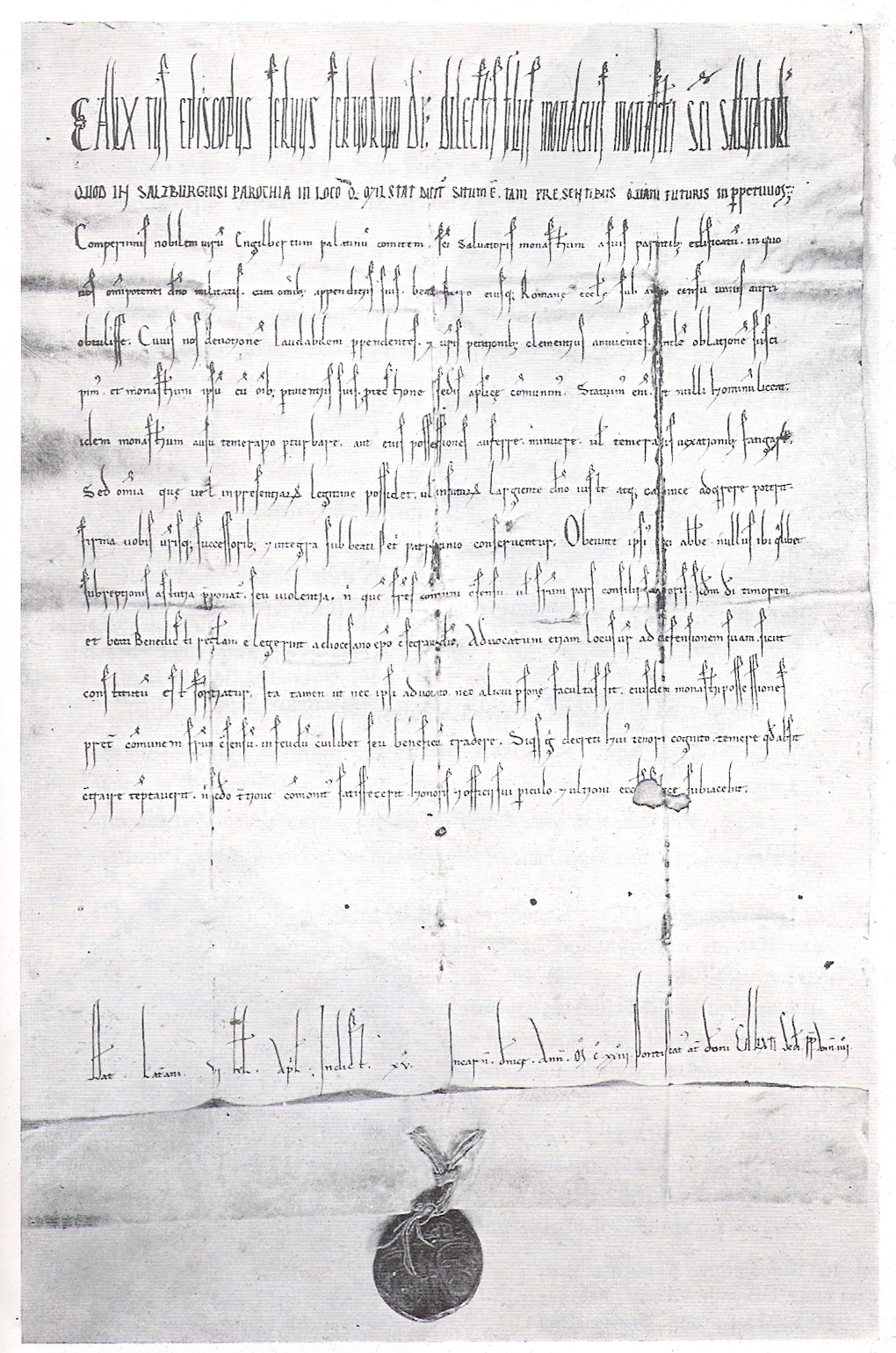
Diese Bulle des Papstes Calixt II. vom 27. März 1122 stellt das Benediktinerkloster Millstatt unter päpstlichen Schutz.

Der erste urkundlich fassbare Abt ist Otto I., der von 1122/24 bis 1166 nachhaltig wirkte und zuvor Prior des Stifts Admont war. Lange galt Gaudentius aus dem Kloster Hirsau im Schwarzwald als erster Abt, der zwischen 1091 und 1105 zum Abt von Millstatt gewählt worden sein soll.

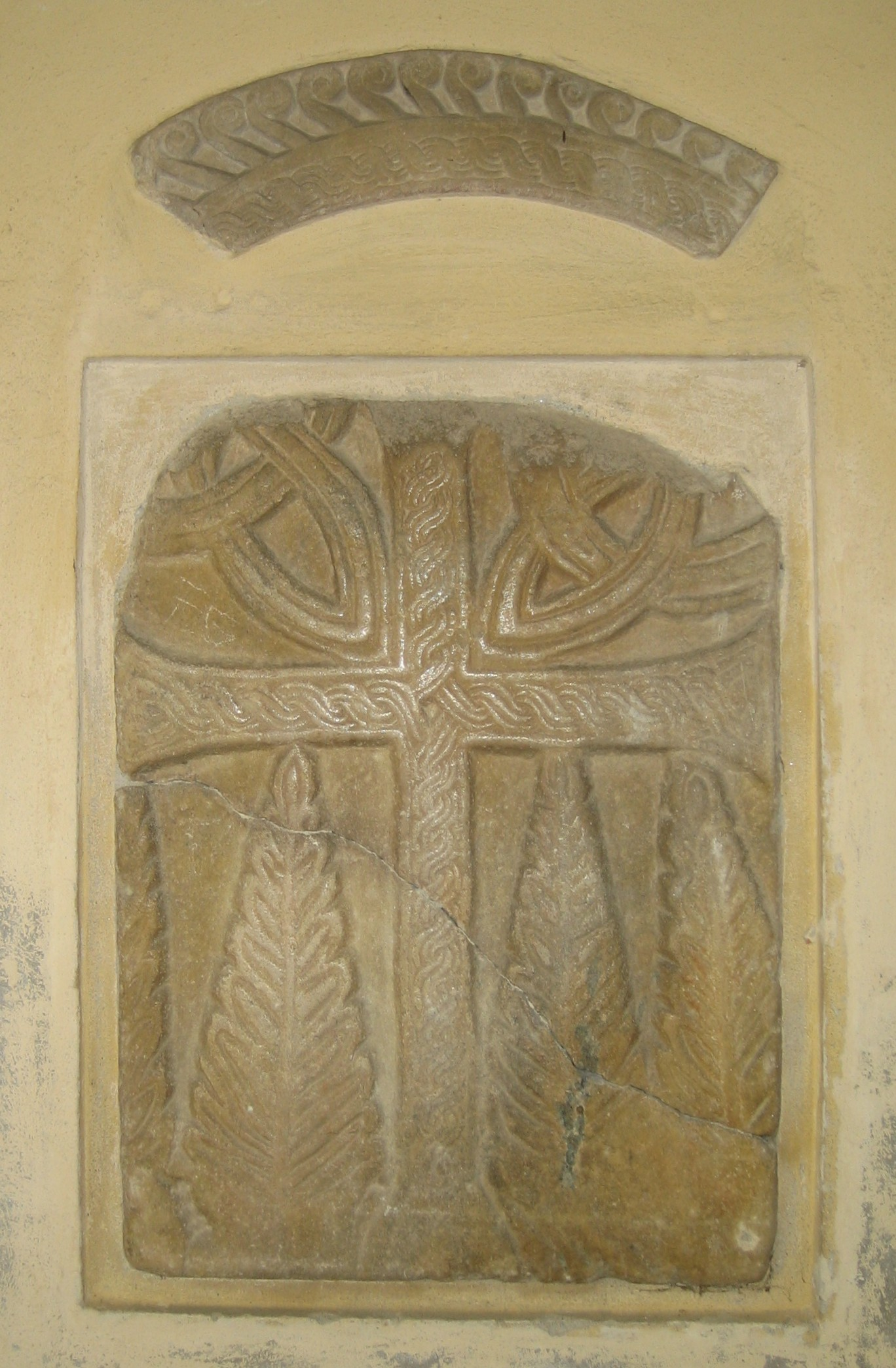
Flechtwerksteine aus der Kirche der Karolingerzeit

1122 stellte der Pfalzgraf Engilbert, ein Bruder des ersten Grafen von Görz, Meinhard I., das Kloster unter den Schutz des Papstes. Davor war es ein Eigenkloster der Stifterfamilie gewesen. Die von Papst Calixt II. ausgestellte Urkunde, in der er Millstatt „sub beati Petri patrocinio“ (unter den Schutz des Heiligen Stuhles) nimmt, ist zugleich die älteste erhaltene Urkunde, das Kloster betreffend. Zugleich wurde es als Benediktinerkloster genannt, war aber wohl schon als solches gegründet worden.

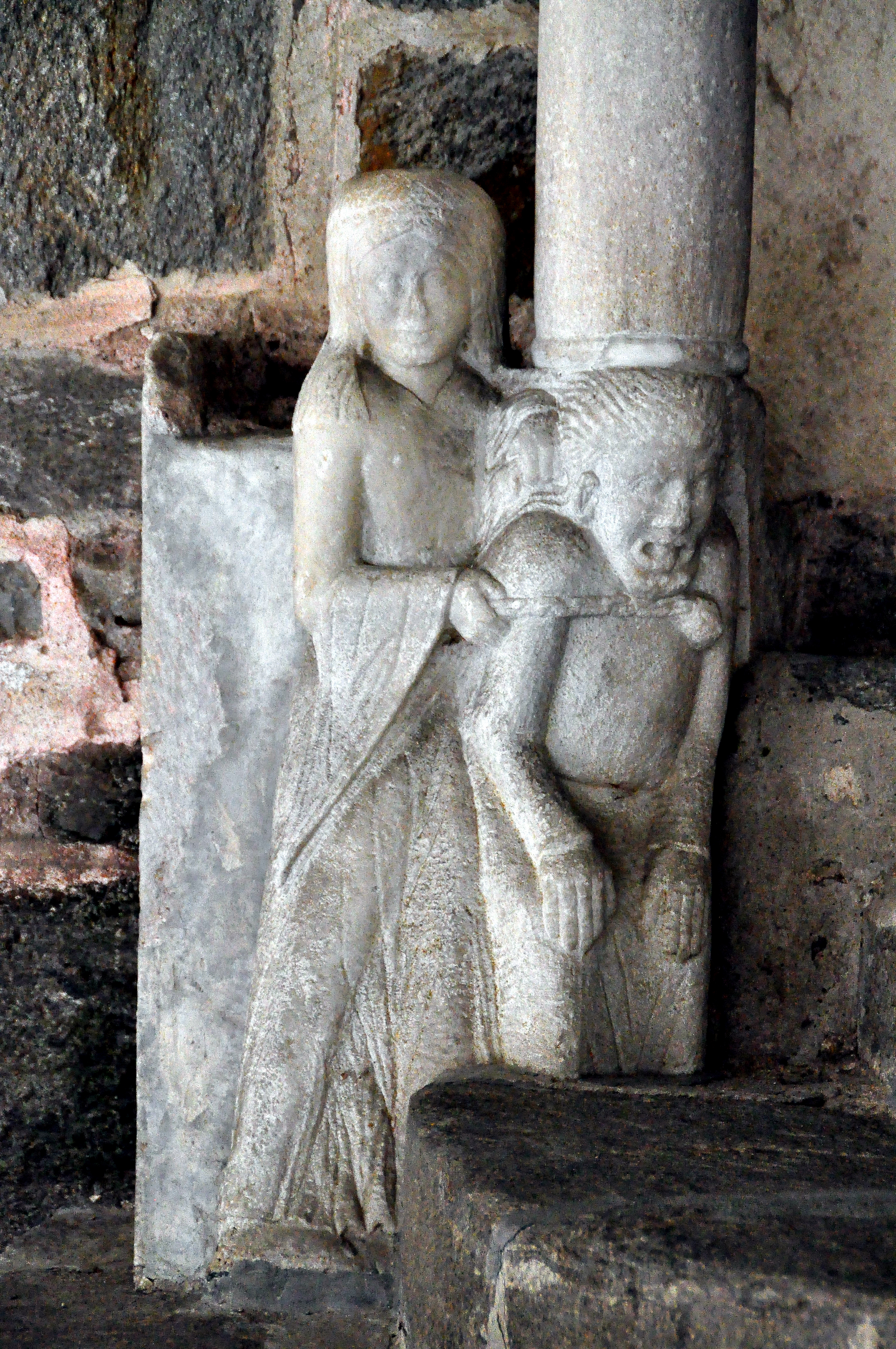
Romanische Plastik im Kreuzgang „Heidentum“ und „Kirche“ im Kampf

Erbvögte des Klosters blieben bis zu ihrem Aussterben 1389 die Grafen von Görz, die allerdings „um das Wohl der ihnen anvertrauten Kirchen nicht sehr besorgt waren“. Die Spannungen mit den Görzer Vogtherren könnten auch Anlass für die Niederschrift einer Domitian-Legende gewesen sein, mit der sich das Kloster als Stiftung des früheren Landesfürsten ausgeben wollte. Das Kloster erhielt im 12. Jahrhundert zahlreiche päpstliche Privilegien, wurde jedoch nicht exempt, was sich auch im Visitationsrecht des Salzburger Erzbischofs widerspiegelte.
Die aus dem Reformkloster Admont berufenen Äbte Otto und Heinrich II. (1166 bis nach 1177) brachten Millstatt sowohl zu wirtschaftlicher als auch zu kultureller Bedeutung, die bis ins 15. Jahrhundert hinein bestehen bleiben sollte. In dieser Zeit bestand ein bedeutendes Skriptorium im Stift, in dem zahlreiche Handschriften entstanden sind, darunter die Millstätter Handschrift.
1177 stellte Papst Alexander III. dem Kloster Millstatt ein Privileg aus, in dem der Inhalt der Urkunde von 1122 bestätigt wurde. In dieser Urkunde wird auch der Besitz des Klosters erwähnt, der sich noch weitgehend mit dem Stiftungsgut decken dürfte: Ausgedehnte Besitzungen in Kärnten und Friaul (San Foca) dürften aus dem Besitz von Aribo stammen, die Besitzungen in Salzburg (Pinzgau) von Poto.
Einen Höhepunkt erreichte das Kloster Mitte des 13. Jahrhunderts unter Abt Otto III. 1245 erhielt der Abt von Erzbischof Eberhard von Salzburg die Pontifikalien (Infel, Ring, Dalmatika und Sandalen) verliehen sowie das Recht, alle Pontifikalgeschäfte zu verrichten mit Ausnahme jener, die der heiligen Salbung bedurften. Zu dieser Zeit umfasste der Konvent rund 150 Mitglieder.

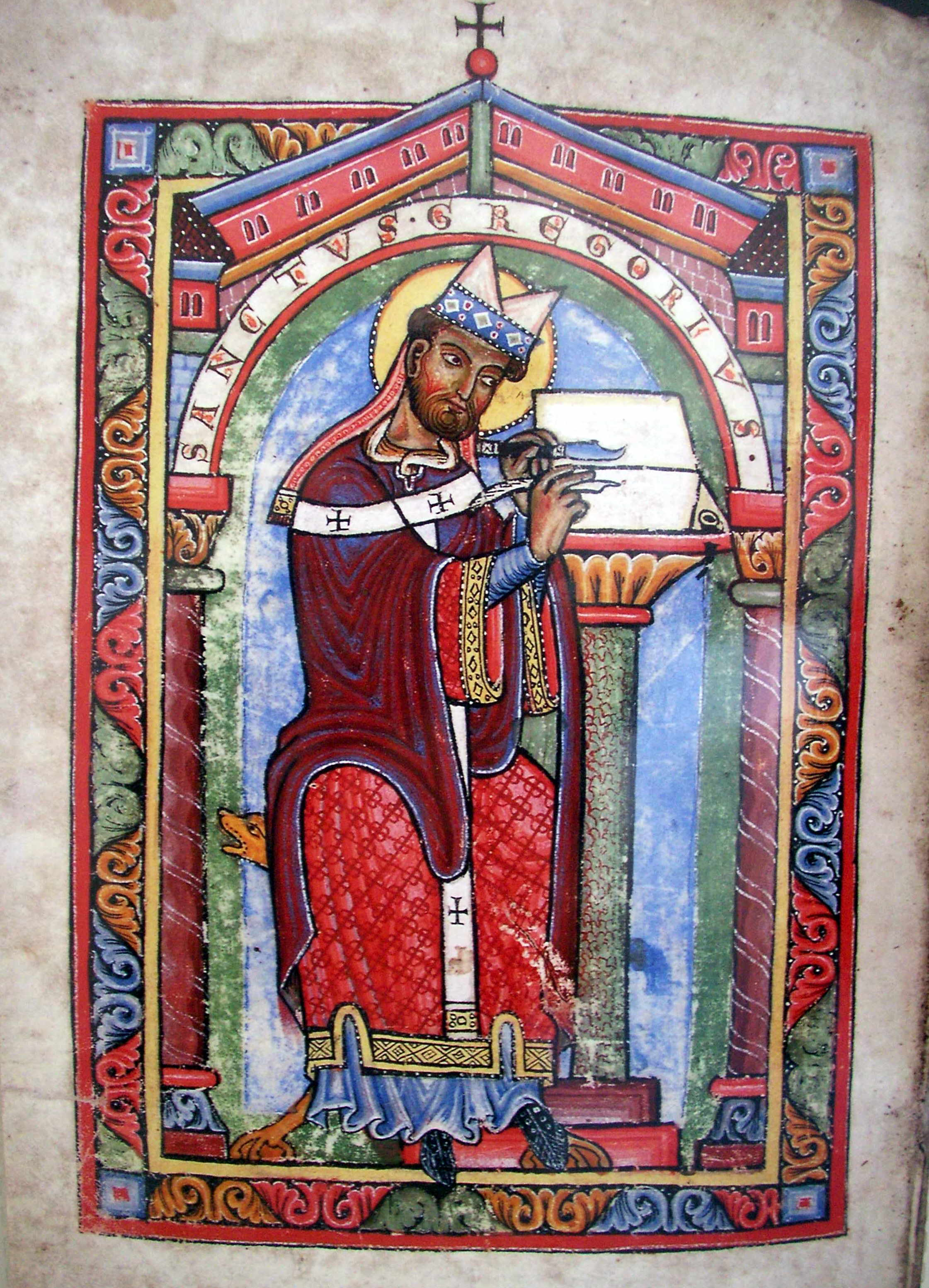
Seite aus der Millstätter Handschrift

Unter Abt Rudolf ab 1247 kam es zu ersten bekannten Missständen, die 1287 zu einer Visitation des Klosters im Auftrag des Erzbischofs von Salzburg führten. In der Reformationsurkunde wurde das Verbot ausgesprochen, Klostergut ohne Erlaubnis zu verkaufen, und es wurde befohlen, die aufgezeigten Missstände abzustellen. Der frühere Abt Rudolf wurde an eine entfernte Kirche des Klosters versetzt, „damit er nicht durch verbotene nächtliche Zusammenkünfte seinen Mitbrüdern Ursache und Gelegenheit zur Sünde geben könnte“. Ein Mönch wurde des Mordes angeklagt, zwei weitere versetzt. Zur Hebung des Klosterlebens wurden zwei Prediger aus einem anderen Kloster nach Millstatt versetzt. Zwischen 1274 und 1291 wurde das Kloster durch einen Brand zerstört und um 1291 unter Abt Otto IV. wiederaufgebaut. 1300 wurde erstmals ein Siechenhaus genannt, es erhielt anfangs zahlreiche Stiftungen, wurde jedoch nach dem frühen 14. Jahrhundert nicht mehr erwähnt.
Ein Zeichen für die anhaltende Blüte des Klosters waren auch die vielen Ablässe, die das Kloster erhielt, sowie die zahlreichen Stiftungen und Schenkungen zu seinen Gunsten. Um die Mitte des 14. Jahrhunderts häuften sich jedoch die Schulden, 1330 durften wegen der Schulden des Klosters sechs Mönche in andere Klöster übersiedeln, und aus dem Jahr 1346 sind Klagen über den geringen Stand des Konvents erhalten. Über das religiöse Leben sind jedoch aus dem 14. Jahrhundert keine Beschwerden bekannt.
Unter Abt Johann (1367–1418) erholte sich das Kloster wieder, erlag aber im 15. Jahrhundert unter den Äbten Christoph I. (1418–1445) und Christoph II. (1445–1469) einem spürbaren Niedergang. Vögte waren nach den Görzern die Grafen von Ortenburg, ab 1420 die Grafen von Cilli. Hermann II. von Cilli galt als „der große Gönner Millstatts“, unter anderem schenkte er dem Kloster zwei – namentlich nicht benannte – Seen und deren Seebäche für die Fischerei. Im Jahr 1429 gab es bei einer Visitation erneut Klagen über die Geldgebarung des Klosters, zudem musste in der Reformationsurkunde das Tragen des Ordensgewandes befohlen sowie Trinkgelage und die Anwesenheit von Frauen verboten werden. 1451 drohte Papst Nikolaus V. sogar mit dem Bann, um das Kloster zur Schuldenzahlung zu bewegen. Bei einer Visitation im gleichen Jahr infolge der Cusanischen Ordensreform wurden im Kloster nur elf Professen gezählt. Die Zeremonien wurden ordnungsgemäß begangen, jedoch waren die Gebäude verfallen und Abt Christoph II. wurde für unfähig befunden. 1455 verlangte sogar der Vogt, Graf Ulrich II. von Cilli, eine Visitation des Klosters.

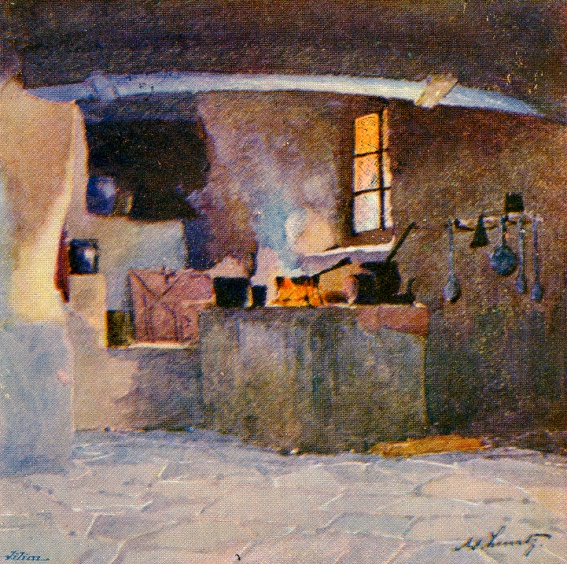
Alte Küche im Stift – Künstlerpostkarte um 1895

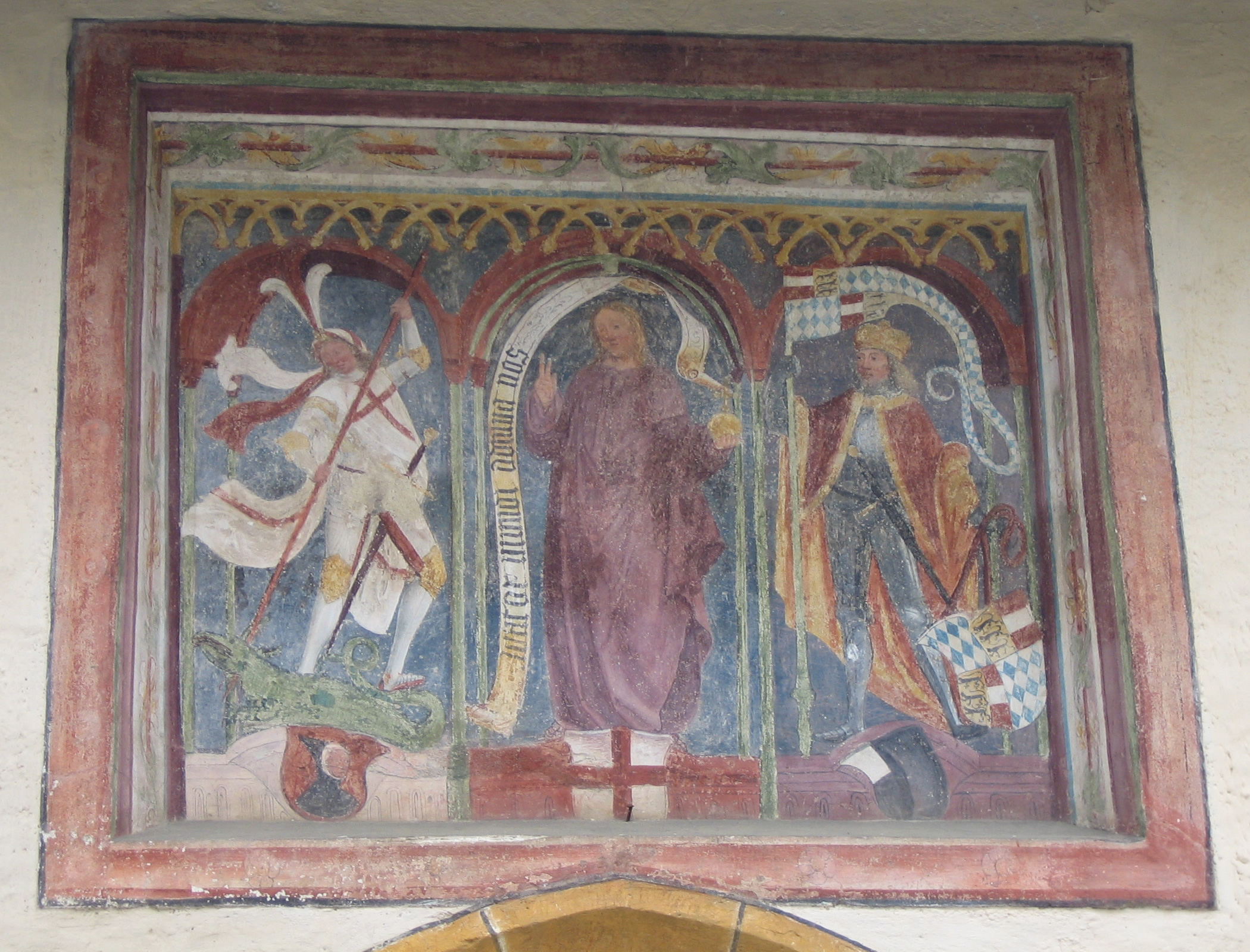
Auf dem Fresko (um 1490/1500) über dem Friedhofsportal ist links der Hl. Georg dargestellt. Daneben Christus Salvator sowie Herzog Domitian.

Nachdem der letzte Graf von Cilli, Ulrich II. von Cilli, im Jahr 1456 ermordet worden war, brachte Kaiser Friedrich III. die Vogtei in seinen Besitz. Friedrich mischte sich persönlich sogar bei der Besetzung einzelner Pfarren ein. 1457 stellte er eine Urkunde in Millstatt aus, er kannte das Kloster und wohl auch die Unfähigkeit des Abtes Christoph II. persönlich. Zu diesem Zeitpunkt war das Kloster nur noch von weniger als zehn Mönchen bewohnt und durch Misswirtschaft, die sich in hohen Schulden und baulichem Verfall äußerte, geprägt. Auf Betreiben Friedrichs wurde das Benediktinerkloster am 14. Mai 1469 durch den päpstlichen Kommissär Bischof Michael von Pedena aufgelöst und gleichzeitig der erste Hochmeister des Georgsordens in sein Amt eingeführt.
In den vier Jahrhunderten der Benediktinerherrschaft in Millstatt besaß das Kloster 33 urkundlich nachweisbare Äbte. Sie waren auch die weltlichen Herren zwischen Lieseregg und Turrach.

#### Wirtschaftliche Basis
Das Stiftungsgut des Klosters, das sich wie erwähnt in Kärnten, Friaul und Salzburg befand, ist nicht genau bekannt, bot dem Kloster jedoch sicherlich eine gute wirtschaftliche Basis. Es sind in Summe 113 Gütererwerbungen des Klosters aus dem 12. bis ins 15. Jahrhundert urkundlich überliefert, Verkäufe sind erst aus dem 15. Jahrhundert belegt. Diejenige Güter, die dem Kloster entfremdet wurden, sind zwar in keinen Urkunden explizit erwähnt, dürften aber zu einem substanziellen Verlust geführt haben.
Ein Ziel des Klosters war immer, entfernte Güter gegen solche in der Nähe des Klosters zu tauschen, so wurden mehrfach Güter des Klosters in Salzburg gegen solche des Erzbistums in Kärnten getauscht. 1446 verkaufte das Kloster alle friulanischen Güter an Graf Biachinus von Porcilli. Mit dem Großteil des Erlöses kaufte es die Kärntner Güter des Klosters San Gallo in Moggio Udinese (Gründung des Aribonen Kazelin).
Ein Urbar ist erst aus dem Jahr 1470, ein Jahr nach Auflösung des Benediktinerklosters, erhalten, jedoch dürften die St. Georgsritter in diesem Jahr keine großen Erwerbungen getätigt haben. Das Urbar zählt nur den Besitz in den beiden Ämtern Millstatt und Puch auf, womit der Streubesitz nicht berücksichtigt wird. Das Urbar nennt: 248 Huben, 81 Lehen, 75 Schwaigen, 12 Äcker, 7 Wiesen, 15 Anger, 6 Gärten, 11 Zehente, 3 Güter, 2 Höfe, 6 Meierhöfe, 3 Neubrüche, 12½ Öden, 2 Tafernen, 1 Mühle, 1 Säge, 1 Jagd, 2 Fischlehen und 1 Gereut. Das Kloster besaß damit für Oberkärnten eine erhebliche wirtschaftliche Bedeutung.
Die hohe Gerichtsbarkeit lag immer bei den Vögten. Die niedere Gerichtsbarkeit stand dem Kloster in Millstatt, Kleinkirchheim und San Foca im 12. bis 14. Jahrhundert zumindest teilweise zu, diese wurde jedoch durch die Görzer stark beeinträchtigt. Unter Graf Ulrich von Cilli bekam das Kloster die niedere Gerichtsbarkeit im Landgericht Millstatt teilweise und unter Friedrich III. sogar ganz in seine Hand.
Für einen landwirtschaftlichen Großbetrieb wie ein Kloster waren strategische Beteiligungen an der Rohstoffgewinnung wie beim Salz sehr wichtig. Die Abgaben aus der Milchwirtschaft erfolgten in Form von Käse, der konserviert werden musste. Alleine 1502 lieferten die Schwaigen 17.400 Käse-Laiber. Aus dem Privileg von 1177 geht hervor, dass Millstatt durch Graf Poto eine vollständige Betriebseinheit zur Salzgewinnung in der Saline Bad Reichenhall besaß.

#### Frauenkloster Millstatt
Ein Frauenkloster ist in Millstatt urkundlich ab 1188/1190 fassbar. Es unterstand dem Männerkloster und war deshalb sicher ein Benediktinerinnenkloster, wenn dies in den wenigen Urkunden auch nie ausdrücklich erwähnt wird. Im Gegensatz zum Männerkloster gab es in den vielen Reformationsurkunden nie Klagen über das Nonnenkloster. Aus den Namen der Nonnen lässt sich ableiten, dass sie vorwiegend ministerialer und bürgerlicher Herkunft waren. Aus dem Jahr 1450 stammt noch ein Pfründenverzeichnis des Nonnenklosters, bei der Aufhebung des Männerklosters 1469 wird das Nonnenkloster schon nicht mehr erwähnt.

### Der St. Georgs-Ritterorden (1469–1598)
Hauptartikel: St. Georgsritter

#### Gründung und Auftrag des Ordens
Die Gründung des St. Georgs-Ritterordens geht auf ein Gelübde zurück, das Friedrich III. während der Belagerung der Wiener Hofburg durch aufständische Bürger 1462 abgelegt hatte. Für den Fall der Abwendung dieser Gefahr gelobte er die Gründung eines geistlichen Ritterordens vom Hl. Georg nach dem Vorbild der deutschen Johanniter und Templer, der in erster Linie mit der Bekämpfung der Türken beauftragt werden sollte.
Nach der Befreiung durch den böhmischen König Georg Podiebrad löste Friedrich sechs Jahre später sein Gelübde ein: Am 16. November 1468 machte sich der Kaiser samt Gefolge auf den Weg nach Rom, um seine Anliegen bei Papst Paul II. vorzutragen, dessen Bestätigung er für die Gründung des Ordens benötigte. Der Papst willigte ein und erließ am 1. Jänner 1469 die Stiftungsbulle für den St. Georgs-Ritterorden. Auf Vorschlag des Kaisers stattete der Papst den Orden mit Besitzungen aus, neben denen des aufgelösten Benediktinerstifts in Millstatt war auch das Spital St. Martin in Wien darunter.

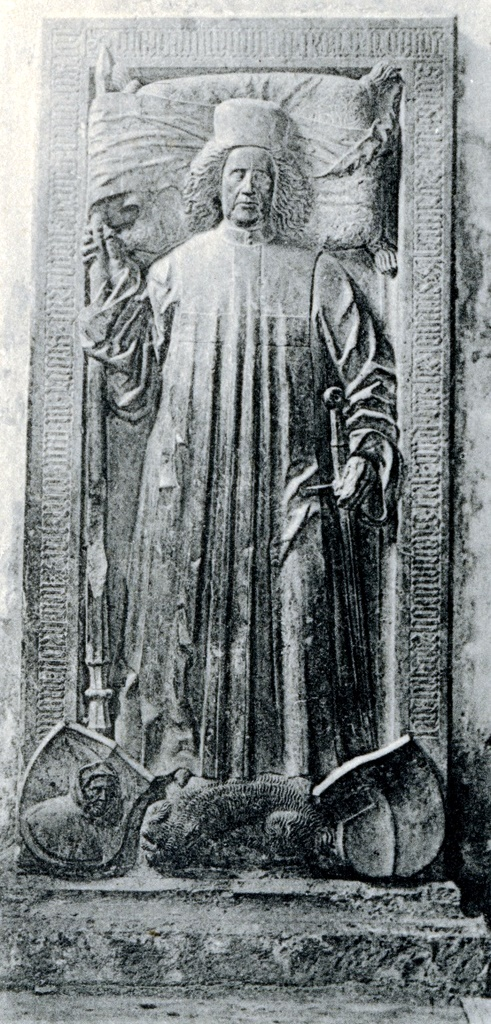
Der erste Hochmeister des neuen Ritterordens, Johann Siebenhirter

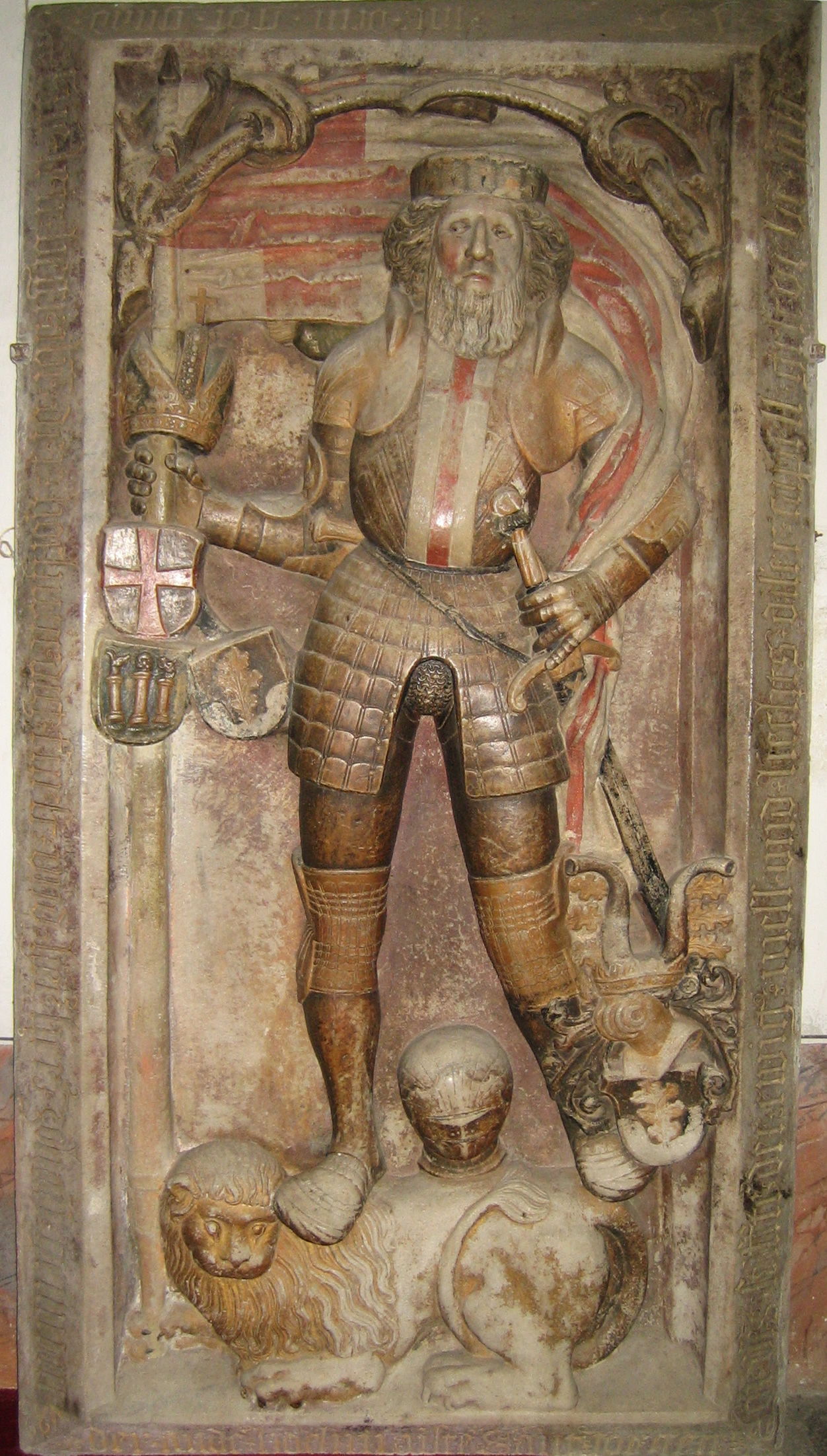
Grabstein
Johann Geumanns

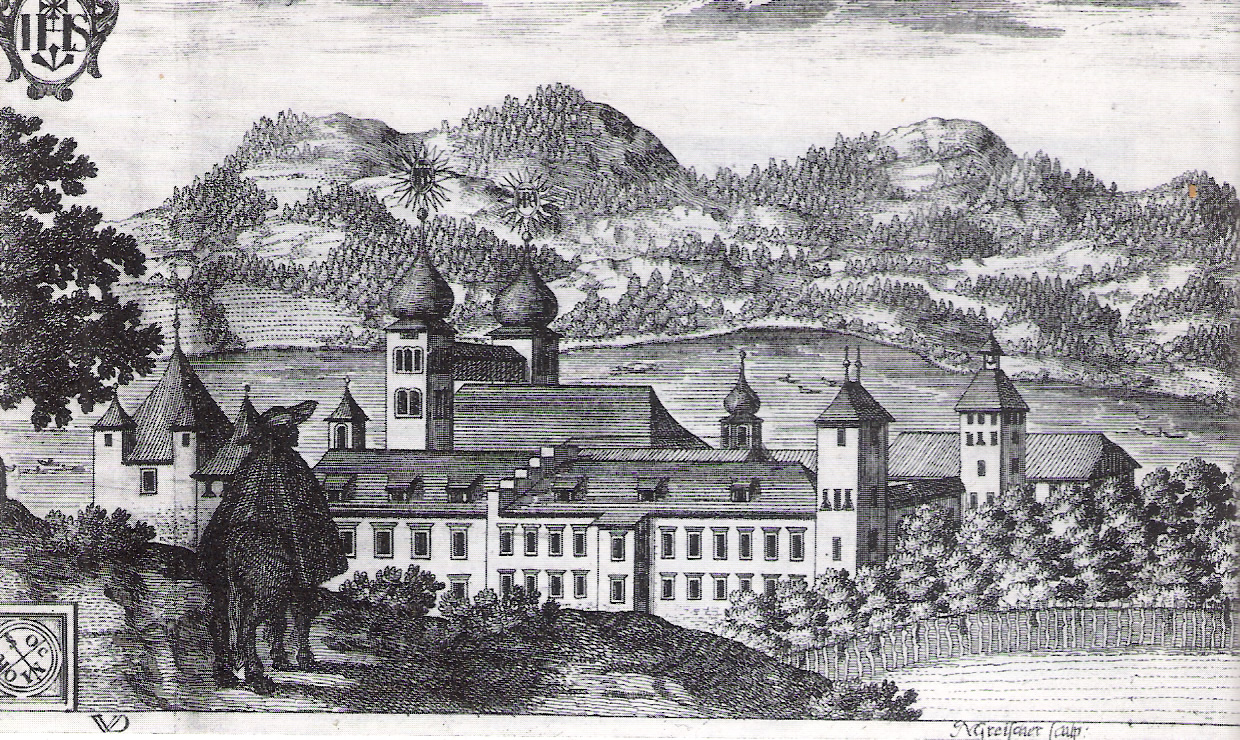
Valvasors Ansicht von Mülstatt 1688

Als erster Hochmeister des Ordens wurde Johann Siebenhirter bestimmt, ein aus einer alten Wiener Familie stammender Vertrauter Friedrichs, und am 14. Mai 1469 durch Bischof Michael von Pedena als päpstlichen Legaten in sein Amt eingeführt. Der wichtigste Auftrag des Ordens war, für eine wirksame Abwehr der Türkengefahr zu sorgen, der Kaiser erwartete hierfür die Bereitstellung einer Streitmacht von 3000 bis 4000 Mann.
Trotz der weitläufigen Besitzungen steckte der Orden von Beginn an in finanziellen Nöten: Die Benediktiner hatten Schulden sowie stark vernachlässigte Bauten hinterlassen, so dass die Mittel der St. Georgsritter anfangs gerade für die laufenden Kosten ausreichten, an die Aufstellung einer Kampftruppe war zunächst jedoch nicht zu denken. So zählten die Georgsritter im Jahr 1471 erst elf Mitglieder. Als dringendste Maßnahme angesichts der herannahenden Türken wurde aber zunächst die Instandsetzung der Gebäude sowie der Ausbau der Anlage zu einer Festung angesehen.

#### Bauernaufstand von 1478
Militärisch war ein Ritterorden als Schutz gegen Überfälle nicht mehr zeitgemäß. Zudem blieb die Zahl der St. Georgsritter, trotz Bemühungen auch durch Friedrichs Nachfolger Maximilian I., ihm weitere Mitglieder zuzuführen, gering, so dass der Orden nie zu militärischen Aktionen gegen die zwischen 1473 und 1483 fünf Mal plündernd in Kärnten einfallenden Osmanen in der Lage war. Nicht nur die Millstätter Bauern fühlten sich den „Rennern und Brennern“ von ihrer Herrschaft schutzlos ausgeliefert und sahen dies als Bruch des Treueverhältnisses zwischen Grundherren und Untertanen – Zins und Robot gegen militärischen Schutz – an. Schließlich entlud sich der Unmut in der angrenzenden Grafschaft Ortenburg im Kärntner Bauernaufstand von 1478 unter der Führung von Peter Wunderlich. Der Aufstand wurde niedergeschlagen, Wunderlich bei Gmünd gefasst und beim Litzelhof bei Lendorf hingerichtet. Nur wenige Jahre später kam es im Millstätter Gebiet durch ungarische Truppen wieder zu schweren Plünderungen. 1487 wurde die etwa fünf Kilometer entfernte Burg Sommeregg erobert und zerstört. Ungarische Söldner waren im Zuge von Auseinandersetzung um die Besetzung des Bistums Salzburg ins Land geholt worden und hatten ihr Hauptquartier in Gmünd. Sie holten sich ihren Sold durch Plünderungen des Gebiets bis Radenthein und Kaning hinein.

#### Niedergang
Maximilian, der dem St. Georgs-Ritterorden ab 1511 selbst angehörte, war der letzte Förderer des Ordens. Unter dessen zweitem Hochmeister Johann Geumann (1508–1533) erreichten Bau- und Kunstschaffen des Klosters in Millstatt und den dazugehörigen Kirchen wie Matzelsdorf zwar nochmals einen Höhepunkt, aber nach Maximilians Tod im Jahr 1519 zeigte dessen Nachfolger Karl V. wenig Interesse für den Orden. In einer Petition beklagte sich Geumann 1521, das Stift sei „ain öd pawfellig closter. Alls khain ansehen hab vnd mit dem paw dhain (kein) enndt nehmen will.“ und es seien an die 180 Personen, beschäftigt mit Bauarbeiten, Küchendienst, Schul- und Gottesdienst zu versorgen. Über seine Untergebenen im Stift schrieb er um 1528: „… die Mitglieder sind meineidige Buben, die den Wein lieben und leichtfertigen Weibern nachlaufen, die völlig frei sein wollen, vom Reichen stehlen sie den Nachlass, den Armen lassen sie ohne Sakrament sterben, es wäre das Beste, alle auf lebenslänglich einzusperren.“ Nachdem Geumann gestorben war, wurden das Kloster und seine Besitztümer noch stärker vernachlässigt, der Orden löste sich bei schwindendem Besitzstand nach und nach auf. Eine nominale Aufhebung des Ordens unterblieb offenbar – es existiert kein Dokument darüber –, da mangels eines aufhebbaren Konvents keine Sinnhaftigkeit in einer solchen, doch bürokratisch sehr aufwendigen Maßnahme gesehen wurde. Vom letzten Hochmeister Wolfgang Prandtner ist kein einziger Besuch in Millstatt überliefert. War die Abgabenlast schon in der Benediktinerzeit als angemessen empfunden worden – „Unter dem Krummstab lässt sich’s gut leben.“ – erreichten die weltlichen und religiösen Freiheiten der Millstätter Untertanen einen Höhepunkt. Die Administratoren des St. Georgs-Ritterordens konnten dem aufkommenden Protestantismus nichts entgegensetzen. In der ganzen Pfarrgemeinde empfingen zu jener Zeit nur noch ein Bürger und zwölf Bauern die Sakramente.

### Die Jesuiten (1598–1773)
Hauptartikel: Millstätter Jesuitenherrschaft
Am 26. Juli 1598 wurde das wahrscheinlich leerstehende, von den Georgsrittern verlassene Stift Millstatt, durch Erzherzog Ferdinand II. den Jesuiten (SJ), einem 1534 gegründeten und 1540 durch den Papst bestätigten Orden übertragen. Ferdinand, selbst an der Jesuitenschule in Ingolstadt streng katholisch erzogen, war angesichts des Glaubenseifers der Jesuiten davon überzeugt, dass er den Protestantismus, der im Lauf des 16. Jahrhunderts in seinen Ländern auf besonders fruchtbaren Boden gefallen war, mit Hilfe der Jesuiten zurückdrängen und eine Gegenreformation durchführen könne. Bereits 1573 war in Graz ein Jesuitenkollegium errichtet worden und die 1585 gegründete Universität Graz war ebenfalls von den Jesuiten übernommen worden. Die Einnahmen aus der Herrschaft Millstatt sollten dazu dienen, diese zu erhalten und auszubauen, als oberster Grundherr der Residenz Millstatt galt der Pater Rektor der Universität.
Die Jesuiten entfalteten schon bald eine rege Tätigkeit in Millstatt, sie führten mit rücksichtsloser Konsequenz die Gegenreformation aus. Sie sahen das Millstätter Gebiet als „Quasi-Diözese“, ein „territorium separatum et nullius dioecesis“ nicht nur vom Bistum Salzburg, sondern auch steuerrechtlich unabhängig.
Alle Bürger und Bauern mussten im Lauf des Jahres 1600 vor eine Kommission treten, die sie über den katholischen Glauben belehrte und vor die Wahl stellte, entweder der protestantischen Lehre zu entsagen und zur katholischen Kirche zurückzukehren oder aber mit Hinterlassung eines Zehntels ihrer Habe innerhalb von drei Monaten auszuwandern. Im Gegensatz zu früher bestanden die Jesuiten auf einer genauen Erfüllung der Abgabeverpflichtungen, was die Untertanen nicht gewohnt waren. Die Proteste gipfelten im Bauernaufstand (Millstätter Handel) von 1737.
Im Spannungsfeld zwischen katholischem Adel, der aus Gründen des Machterhalts ein vehementes Vorgehen gegen die Protestanten forderte, und den Eigeninteressen der Jesuiten als Grundherren, wirtschaftlich starke Untertanen zu haben, konnten die Jesuiten nicht bestehen. Kaiserin Maria Theresia setzte sich ab 1753 mit der Gründung von Missionsdistrikten über die protestierenden und auf ihre Autonomie pochenden Jesuiten hinweg und ließ Missionsstationen mit von Millstatt unabhängigen Geistlichen einrichten. Mit dem so genannten Jesuitenverbot, das durch eine päpstliche Bulle am 21. Juli 1773 von Clemens XIV. ausgesprochen wurde, wurde auch der Millstätter Jesuitenorden aufgehoben. Damit war das Ende des Stifts Millstatt als Kloster besiegelt.
Aus heutiger Sicht war die Deportation Evangelischer etwa nach Siebenbürgen völlig wirkungslos. Nach dem Erlass des Toleranzpatents durch Kaiser Joseph II. im Jahr 1781 bildeten sich in Oberkärnten Toleranzgemeinden genau dort, wo das evangelische Glaubensleben nach 1600 in den Untergrund gegangen war.

### Nach der Aufhebung bis heute

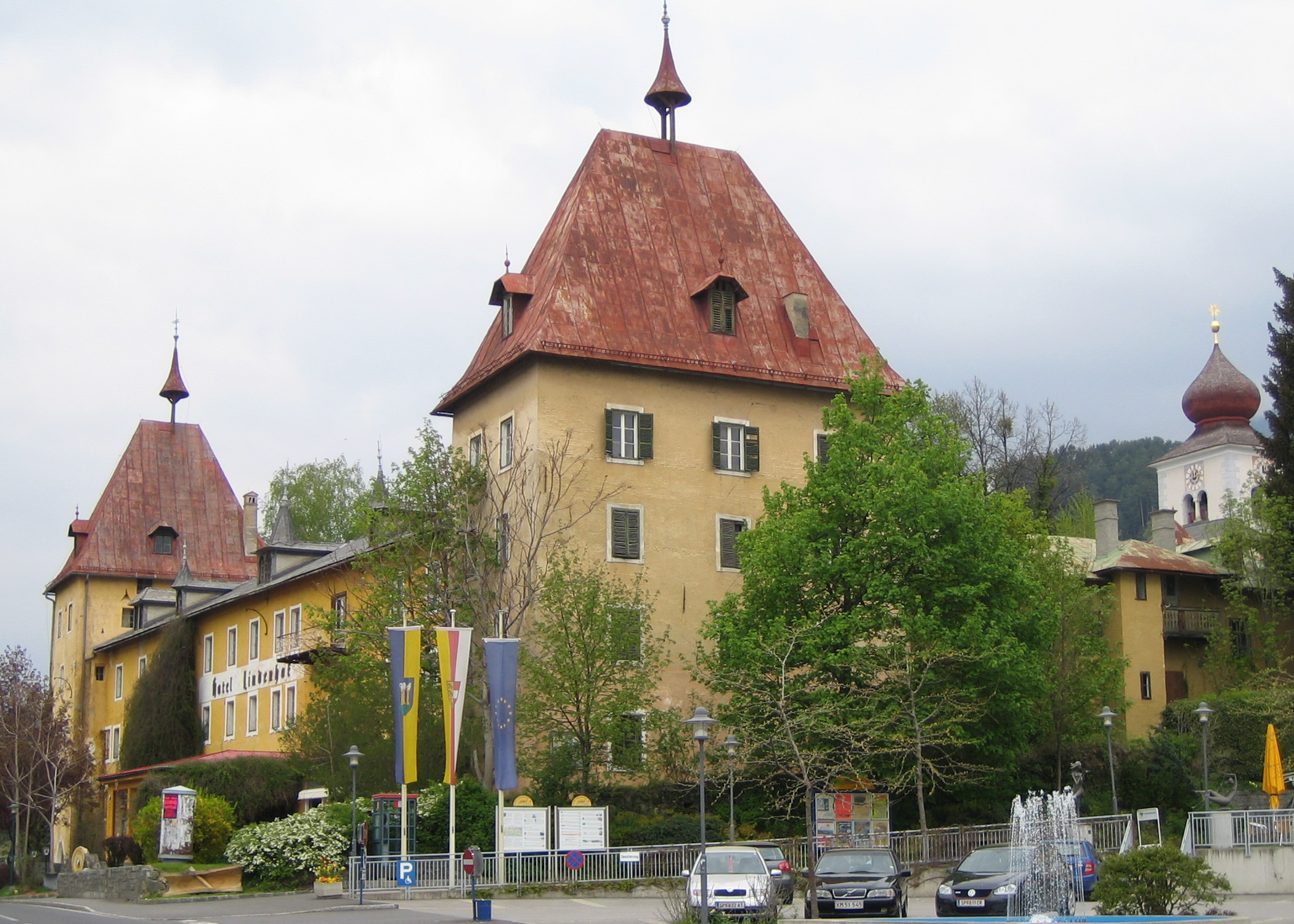
Der Südtrakt des ehemaligen Ordensschlosses wurde lange Zeit als Hotel genutzt (Foto von 2006).

Die Jesuiten räumten das Stift und nahmen alle relevanten beweglichen Kunstschätze mit in ihre Hauptniederlassungen nach Graz und Klagenfurt und ließen das alte Kloster ausgeplündert zurück. Die Kärntner Herrschaft des aufgehobenen Klosters von der Lieser bis zur Turrach, die zum Zeitpunkt ihrer Auflösung 21 Steuergemeinden mit einem Ausmaß von 65.146 niederösterreichischen Joch und 7426 Einwohner umfasste, wurde der staatlichen Studienfondsgesellschaft unterstellt und ein Kameralpfleger wurde mit der Verwaltung beauftragt. Der Jesuitenorden zählte zum Zeitpunkt seiner Auflösung in Kärnten 28 Mitglieder; im Stift Millstatt befanden sich unter Superior Ignatz Tschernigoy noch elf Priester und vier Brüder.
Die fünfzehn Jesuiten mussten Millstatt verlassen, Tschernigoy hingegen durfte als Pfarrer der ehemaligen Stiftskirche, die zur Pfarrkirche von Millstatt erklärt und 1775 wie andere Millstätter Pfarren der Diözese Gurk zugeteilt wurde, an seiner Wirkungsstätte bleiben. Der weithin berühmte Obstbau der Mönche wurde nicht weitergeführt, die Weinleitn verkrautete. Einige Filialkirchen wie Obermillstatt wurden eigenständige Pfarren. Die restlichen Stiftsgebäude wurden für andere Zwecke verwendet und das bewegliche Inventar teilweise verstreut; Werke der Stiftsbibliothek finden sich heute in ganz Europa wieder, die Urkunden größtenteils im Wiener Haus-, Hof- und Staatsarchiv, weitere Akten im Kärntner Landesarchiv. Die Kassettendecke des Rittersaales ist heute im Schloss Porcia in Spittal an der Drau. Die Stiftsgebäude verfielen in den folgenden Jahren zusehends. Erst der 1844 von Gottlieb von Ankershofen gegründete Geschichtsverein für Kärnten weckte das wissenschaftliche Interesse an Millstatt und begann mit denkmalpflegerischen Arbeiten.
Die Kirche wird bis heute als katholische Pfarrkirche genutzt. Sie ist dem Dekanat Gmünd-Millstatt der Diözese Gurk unterstellt. Der 1993 aus Rom zurückgekehrte und wiedererblühte St. Georgs-Ritterorden hat wieder seinen nominalen und spirituellen Sitz in Millstatt.
Einzige Filialkirche der Pfarre Millstatt ist die Kapelle am Kalvarienberg oberhalb des Stifts. Im Südflügel des Ordensschlosses, dem ehemaligen Hochmeisterschloss, war ab 1901 ein Hotel („Lindenhof“) untergebracht, der Innenhof rund um die 1000-jährige Linde dient als Biergarten. Die Gebäude rund um den zweiten Innenhof des Ordensschlosses sowie des Kreuzgangs werden teilweise vom Stiftsmuseum genutzt.

## Baugeschichte

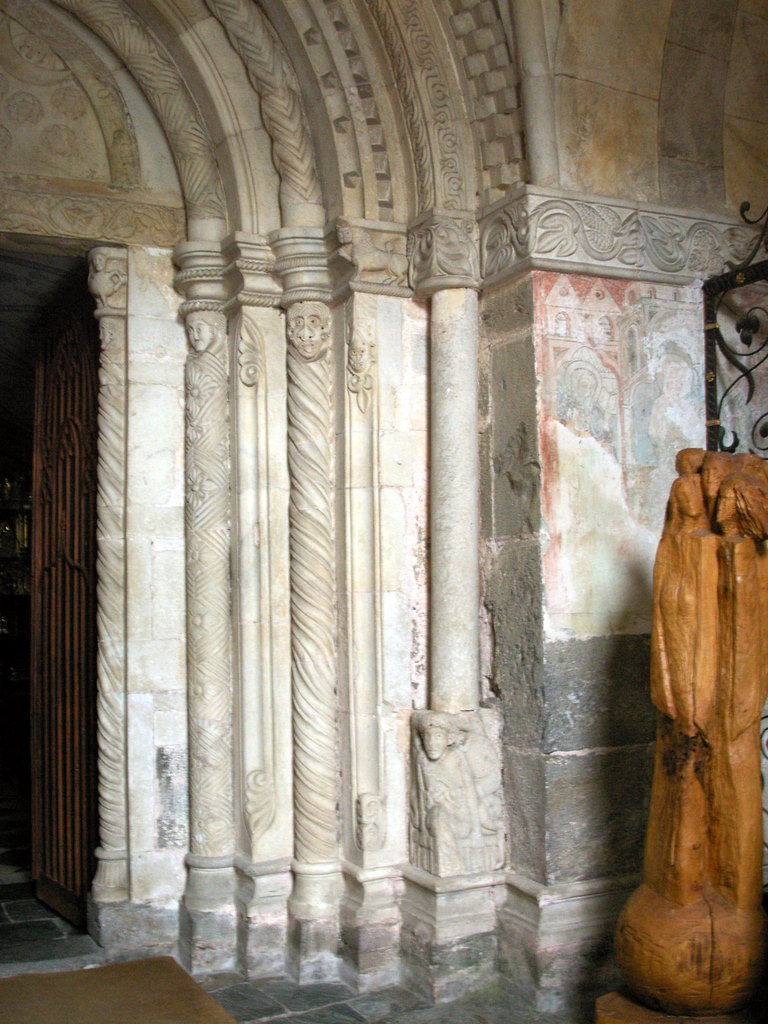
Romanisches Westportal, gut erkennbar der nachträglich eingefügte Stützbalken unter dem Tympanon

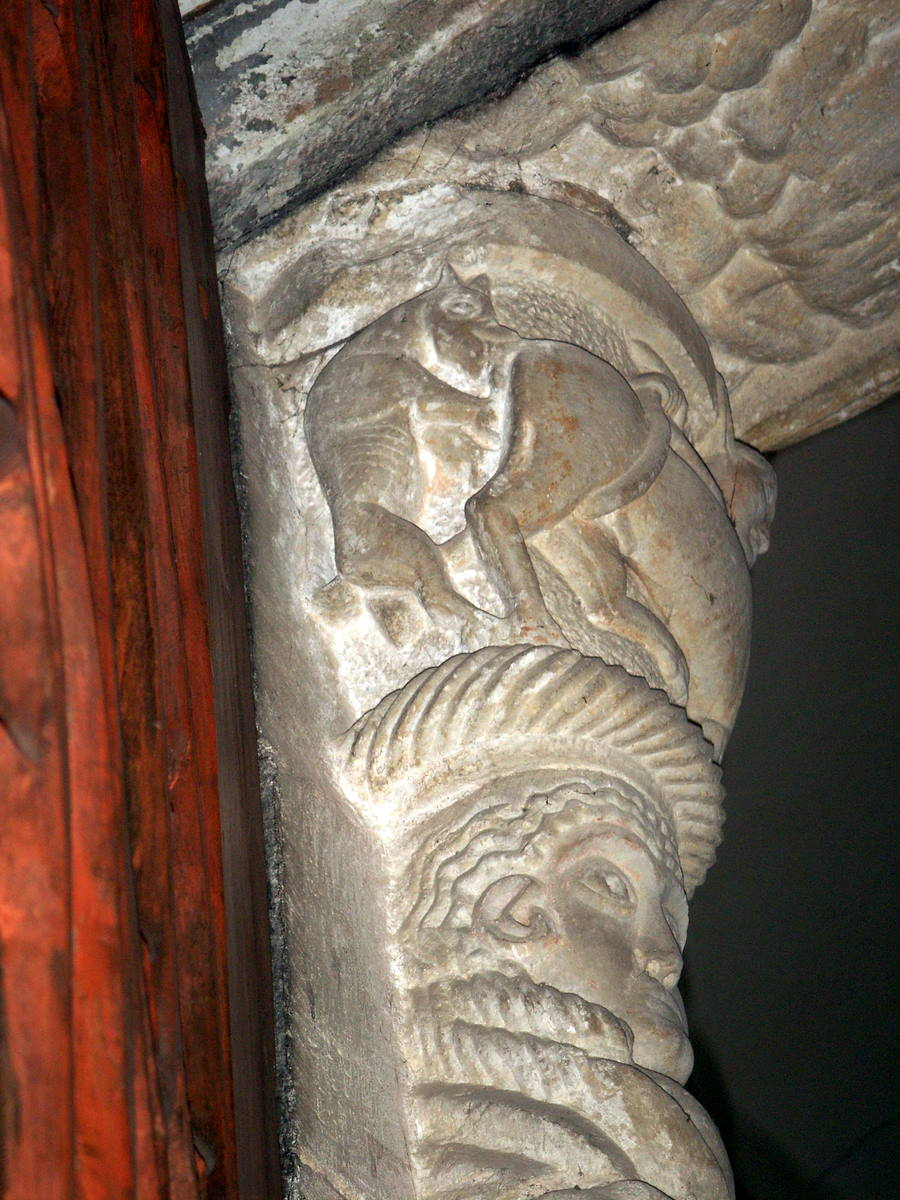
Detail Architravkonsole Westportal – Sodomie-Mahnbild mit einem von einem Esel bedrängten Zentauren

Funde einzelner Flechtwerksteine und Reliefplatten sprechen für eine karolingische Kirchengründung bereits im ausgehenden 8. oder im frühen 9. Jahrhundert. Weder der Zeitpunkt ihrer Errichtung noch ihre Form und Lage konnten bis heute eindeutig geklärt werden. Auch von der ersten Klosterkirche, die um 1070 oder bald danach gebaut wurde, sind keine gesicherten Reste mehr zu sehen. Fest steht aber, dass in der zweiten Hälfte des 11. Jahrhunderts, vor der Zeit des Baus des Klosters, in Millstatt bereits zwei Kirchen existierten, die sich im Besitz des Pfalzgrafen Aribo II. († 1102) befanden.

### Mittelalterliches Benediktinerkloster
Als Bauphase für den Nachfolgebau der „aribonischen“ Klosterkirche wird der Zeitraum von 1122 bis 1200 angenommen.
Der vom ersten Abt Otto aufgezeichneten Domitians-Vita ist zu entnehmen, dass das Langhaus, im Osten mit drei Apsiden abgeschlossen, nach einem verheerenden Brand errichtet wurde. Der zweite Millstätter Abt, Heinrich I., ließ von seinem Baumeister Rudger der Kirche an der Westseite einen wuchtigen, vorerst offenen Vorbau mit einem Turmpaar anfügen. Um das Jahr 1170 entstand das romanische Tor mit dem Schmuckstein. Am 4. Juni 1201 erschütterte ein Erdbeben mit dem Epizentrum im Liesertal Oberkärnten. Von einstürzenden Gebäuden aus Millstatt wird zwar nicht explizit berichtet, aber von größeren Schäden ist auszugehen. Die Vorhalle verlor durch Zumauern der Rundbögen und das Eingangsportal durch einen unter das Tympanon geschobenen Architrav ihren ursprünglichen Charakter.
Östlich des damaligen Kapitelsaals wurde eine Marienkapelle, die heutige Domitianskapelle, angebaut. Weitere, heute noch sichtbare Teile im romanischen Baustil sind neben dem Kreuzgang insbesondere das Kirchenportal mit seinem Bogenfeldrelief, die Vorhalle der Stiftskirche mit ihren Skulpturen sowie einige Figuren an den inzwischen vermauerten Außentoren.
Nach einem Großbrand, der zwischen 1288 und 1290 stattgefunden haben muss, wurde unter Abt Otto IV. 1291 das Klostergebäude neu errichtet. Bei den Schäden des starken Erdbebens vom Jänner 1348, bei dem es u. a. zum Bergsturz am Dobratsch kam, sind keine Schadensberichte aus Millstatt überliefert. Vermutlich wurde aber damals das Westwerk gänzlich geschlossen und die Bogenöffnung der nördlichen Vorhalle verkleinert.

### Umbauten für den St.-Georgs-Ritterorden
1469 übernahmen die St.-Georgs-Ritter das Kloster. Wichtigste Aufgabe war der Ausbau der Stiftsanlage zu einer Festung. Sie errichteten westlich des alten Klostergebäudes ein Ordensschloss, das einen zweigeschoßigen Arkadenhof einschließt. Weiters entstanden die insgesamt vier Schutztürme, von denen je zwei an der Westseite des neu erbauten Schlosses sowie an der im Süden vorgebauten Front des Stifts gebaut wurden. Zwei Reliefsteine mit dem Wappen Siebenhirters und der Jahreszahl 1497, die im ersten Stock der Südfront des Stiftshofs angebracht wurden, zeigen das Jahr des Abschlusses der Bauarbeiten an.
Unter den St.-Georgs-Ordensrittern wurde auch die Kirche umgestaltet. 1490 ließ Johann Siebenhirter am Nordschiff eine rechteckige Kapelle mit einem Sternrippengewölbe sowie – fünfzehn Jahre später – spiegelgleich am Südschiff ein Pendant (die heutige Geumankapelle) anbauen. In dieser Zeit entstand das Süd- oder Kreuzgangsportal aus verschiedenen romanischen Skulpturstücken. Der Hochmeister Geumann ließ zwischen 1510 und 1519 die drei ursprünglich romanischen Rundapsiden im gotischen Stil durch höhere Chorabschlüsse ersetzen. Weiters wurde die gesamte Kirche mit Sternrippengewölben versehen.

### Umgestaltungen der Jesuiten
Im Gegensatz zu den Georgsrittern haben die Jesuiten an der Bausubstanz nicht mehr viel verändert. An das nördliche Seitenschiff wurde die heutige Annakapelle angebaut (1632) und 1633 wurden die Reliquien des Domitian mit seinem Hochgrab in diese Kapelle übertragen. 1648 wurde eine Neuausstattung der Stiftskirche vorgenommen, wobei die meisten der Fresken übertüncht und farblose Fenster eingesetzt wurden. Alte Statuen, Altäre, Gestühle und die Kanzel wurden entfernt und durch Einrichtungen in schwungvollem, barockem Stil ersetzt; Prunkstück der neuen Ausstattung war der neue Hochaltar. 1670 erhielten die Türme ihre für das Barock charakteristische Zwiebelform.
Ein einschneidendes Ereignis für die Millstätter Jesuitenresidenz war das gewaltige Erdbeben mit fast dreiwöchigen Nachbeben im Jahre 1690. Die Litterae Annuae der Jesuiten berichten dazu: „Um fünf Uhr Nachmittags, während man die Vesper sang, erzitterte unter höllischen unterirdischen Lärm die Erde in der ganzen Gegend von einem Beben, wie man es seit Jahrhunderten nicht gehört hatte. Beim ersten Stoß stürzte der gemauerte Portikus für die Schiffe an der Seeseite ein. Von den hohen Türmen fiel eine steinerne Säule herab. An den Türmen selbst zeigten sich beträchtliche Klüfte.“ Die Behebung der Erdbebenschäden dauerte vier Jahre und erforderte umfangreiche Renovierungsarbeiten an der Stiftskirche und den Ordensgebäuden. Bis heute sind die Schäden am Tympanon, das zwischen 1691 und 1878 verputzt war, besonders aber am Architrav erkennbar. Dieser in vier Teile zerbrochene Marmorbalken stützt heute nicht mehr das Relief, sondern wird von diesem mittels Eisenklammern gehalten.
Nach der Auflassung des Klosters 1773 verfielen unter staatlicher Verwaltung im 19. Jahrhundert Teile der Gebäude. Sie wurden teilweise als Werkstätten, Lager- und Abladeplätze verwendet, teilweise wurden sie abgetragen oder umgebaut. Der Kärntner Historiker Gottlieb Freiherr von Ankershofen bewirkte 1857 die Räumung des Kreuzganges und ließ die Bauten durch J. E. Lippert einer wissenschaftlichen Beurteilung unterziehen, die 1859 veröffentlicht wurde. Seither werden kontinuierlich Restaurierungsmaßnahmen vorgenommen, wobei unter anderem übermalte spätgotische Fresken in der Stiftskirche und im Kreuzgang freigelegt wurden.
Der Innenraum der Stiftskirche wurde zuletzt 1988/89 einer Restaurierung unterzogen, wobei insbesondere Bauinschriften der Georgsritter konserviert wurden, die letzte Außenrestaurierung 1991/92 galt vor allem dem Erscheinungsbild der Turmfront.

## Baubeschreibung

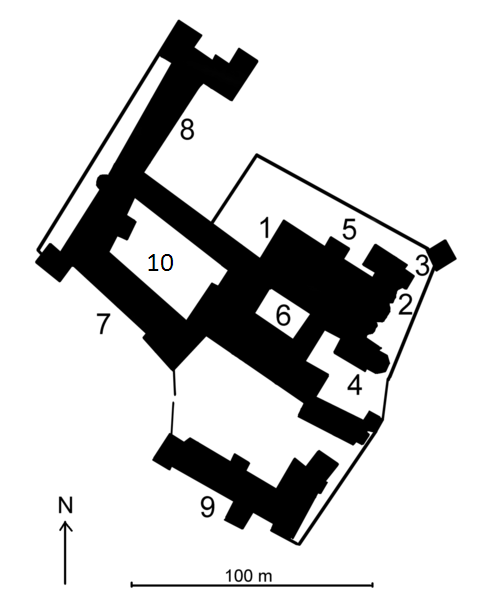
Grundriss der Stiftsanlage.
1 Pfarrkirche
2 Annenkapelle
3 Loretokapelle
4 Domitianskapelle
5 Siebenhirterkapelle
6 Kreuzgang
7 Ordensschloss
8 Pfarrhof
9 Hochmeisterschloss, Lindenhof
10 Stiftsarkaden, Arkadenhof

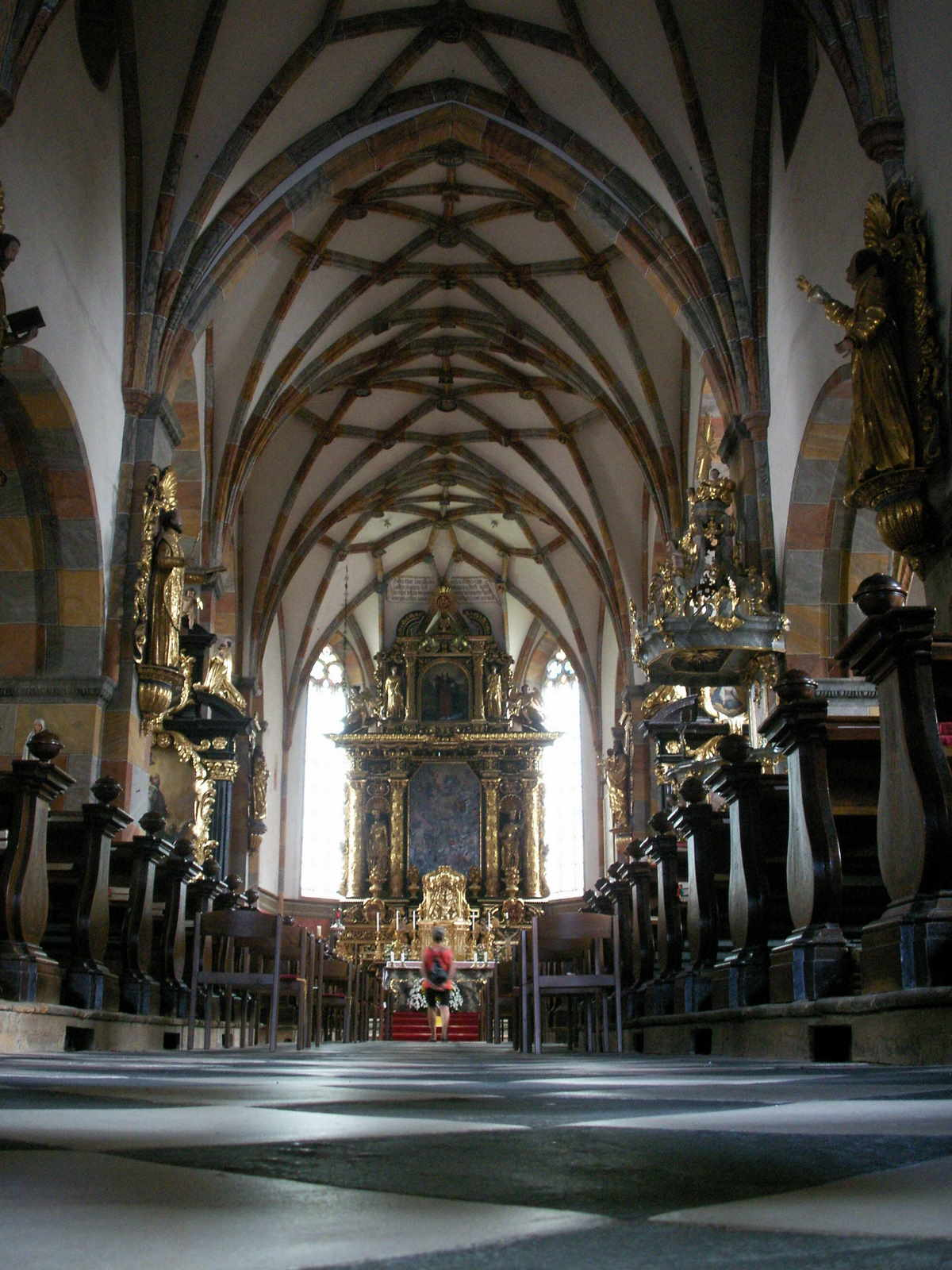
Stiftskirche St. Salvator und Allerheiligen

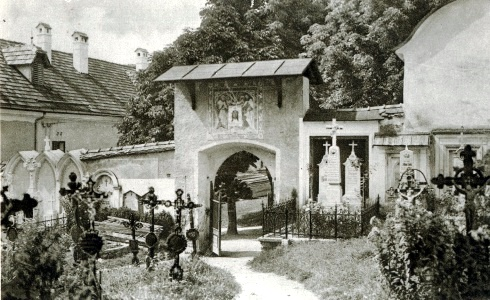
Friedhofseingang um 1914

Die Klosteranlage gliedert sich in das Ensemble der Kirche (1) und der daran angebauten Kapellen im nordöstlichen Bereich (2–5), einen südlich vorgebauten Gebäudeflügel (9 heute: Lindenhof) sowie die Gebäudeflügel des Ordensschlosses (7, 8, 10) im Westen. Südlich an die Kirche schließt der Kreuzgang (6) an. Eingebettet zwischen die Gebäudeflügel sind die beiden jeweils durch eine große Linde in ihrer Mitte geprägten Innenhöfe; die so genannte 1000-jährige Linde im unteren Hof diente früher als Gerichtsbaum.

### Kirche und Kapellen

#### Kirche St. Salvator und Allerheiligen
Die ehemalige Stifts- und heutige Pfarrkirche (1) ist eine ursprünglich im romanischen Stil erbaute, dreischiffige Pfeilerbasilika. Sie misst 66 m in der Länge und 21 m in der Breite, ist aber aufgrund des später eingezogenen Gewölbes an ihrer höchsten Stelle nur 12 m hoch.
Der Eintritt in den Kirchhof vor dem Westportal der Kirche wird von einem Portal mit Fresken aus der Zeit um 1490 bis 1500 gesäumt, die vermutlich aus der Schule des Malers Thomas von Villach stammen. Links des Kirchhofportals befindet sich ein spätbarocker Bildstock mit einer geschnitzten Kreuzigungsgruppe, die in der ersten Hälfte des 18. Jahrhunderts entstand. Rechts vom Portal wurde 1932 ein Kriegerdenkmal ebenfalls als Bildstock gestaltet. Zwischen Kirchhofportal und Kirche sowie entlang der Nordwand und hinter dem Bau ist ein Friedhof angelegt, der 1953 aufgelassen wurde, aber bis heute gepflegt wird. Der Kirchhof wird durch eine Wehrmauer abgeschlossen, deren Schießscharten aus der Ordensritterzeit stammen.
Der wuchtige Westbau der Kirche wurde im letzten Drittel des 12. Jahrhunderts errichtet. Einer Umschrift in der Tür ist zu entnehmen, dass Abt Heinrich I., der dem Kloster ab 1166 vorstand, der Auftraggeber des Westbaus mitsamt der Vorhalle, des Portals sowie des Turmpaares war. Auf dem zweigeschoßigen Unterbau des Gebäudes setzen die beiden Türme auf, die um 1670 mit den für das Barock typischen Zwiebeldächern bekrönt wurden. Das um 1170 entstandene und wohl im 13. Jahrhundert erweiterte Westportal ist mit zahlreichen Motiven, die zur Dämonenabwehr und -bannung angebracht wurden, reich an symbolträchtiger Formenvielfalt. Der linke der beiden Türflügel der 1464 gestifteten Holztür trägt die älteste Darstellung des Stifts- bzw. heutigen Gemeindewappens. Die im Innenraum eher gedrückt wirkende Pfeilerarchitektur im Westteil weicht im Ostteil einer höheren und schlankeren Architektur einer Staffelhalle.
Die Glasfenster der Kirche wurden von der Tiroler Glasmalerei Innsbruck angefertigt und 1912/13 eingesetzt. Die Motive zeigen vorwiegend Brustbilder von Heiligen, daneben Wappen von Förderern und Ornamente des Historismus. Entlang des Seitenschiffs sind Kreuzwegbilder in neogotischen Holzrahmen aufgehängt.
Im nördlichen Chorscheitel befindet sich der Kreuzaltar, der um 1770 aus Holz verfertigt wurde. Das Hauptbild des Kreuzaltars zeigt eine Beweinung des Gekreuzigten, im Gewölbe darüber sind ein Baumeisterzeichen und die Jahreszahl 1518 zu sehen. Der Hochaltar wurde im Jahr 1648 angefertigt. Dessen Hauptbild, das 1826 vom Obervellacher Maler Johann Bartl angefertigt wurde, ist von zwei monumentalen, vergoldeten Statuen eingerahmt und zeigt mehrere Heilige in Verehrung der Dreifaltigkeit. Die Chororgel stammt aus dem ausgehenden 17. Jahrhundert und war ursprünglich in der Kirche von Kreuschlach bei Gmünd aufgestellt.

#### Orgel
Die Orgel wurde 1977 von dem Orgelbauer Marcussen (Appenrade, Dänemark) erbaut. Das Instrument hat 29 Register auf drei Manualen und Pedal.
| I Rückpositiv C–g3 |    |
| Gedackt            | 8′ |
| Prinzipal          | 4′ |
| Rohrflöte          | 4′ |
| Waldflöte          | 2′ |
| Scharf IV-V        |    |
| Sesquialtera II    |    |
| Krummhorn          | 8′ |
| Tremulant          |    |

| II Hauptwerk C–g3 |        |
| Prinzipal         | 8′     |
| Rohrflöte         | 8′     |
| Oktave            | 4′     |
| Spitzflöte        | 4′     |
| Quinte            | 2 ⁄3′  |
| Oktave            | 2′     |
| Terz              | 1 3⁄5' |
| Mixtur VI-VIII    |        |
| Dulzian           | 16′    |
| Trompete          | 8′     |

| III Brustwerk C–g3 |    |
| Holzgedackt        | 8′ |
| Koppelflöte        | 4′ |
| Prinzipal          | 2′ |
| Zimbel 1-fach      |    |
| Regal              | 8′ |
| Tremulant          |    |

| Pedalwerk C–g1 |     |
| Subbass        | 16′ |
| Oktave         | 8′  |
| Gedackt        | 8′  |
| Oktave         | 4′  |
| Rauschpfeife V |     |
| Fagott         | 16′ |
| Trompete       | 8′  |

- Koppeln: I/III, III/I, III/II, I/P, II/P, III/P

#### Annenkapelle
Die Annenkapelle (2) schließt an den nördlichen Nebenchor an. Sie wurde ursprünglich 1632 für die Aufbewahrung der Reliquien des Domitian errichtet. Die Kapelle ist ein Rechteckbau mit Kreuzgratgewölbe und 3/8-Schluss und wurde im frühen 18. Jahrhundert von Kilian Pittner mit Laubwerkstuckaturen ausgestaltet. Das ovale Altarbild zeigt den Unterricht Mariae. Das Schmiedeeisengitter wurde 1708 errichtet.

#### Loretokapelle
Die Loretokapelle (3) stammt aus der Gotik (14. Jahrhundert); an ihrer Stelle befand sich vermutlich bereits zur Zeit der Benediktiner eine Kapelle. Sie wurde Ende des 17. Jahrhunderts umgebaut, als Vorbild diente die Casa Santa in Loreto. Der Eingang des zweigeschoßigen Gebäudes befindet sich am Nord-Chor, die Kapelle ist aber auch von der Hauptkirche aus zugänglich. Der niedrige Hauptraum besitzt ein Spitztonnengewölbe, ist fensterlos und bis auf die seitlich umlaufenden Gesimse ungegliedert. Auf der Altarmensa befinden sich eine geschnitzte Statue der schwarzen Muttergottes mit Kind (um 1700) und zwei spätbarocke Reliquienvitrinen. Der Zugang zum abgemauerten Chorraum der ursprünglichen gotischen Kapelle befindet sich hinter dem Altar. Der Chorraum besitzt einen 5/8-Schluss, Kreuzrippengewölbe und drei Spitzbogenfenster.

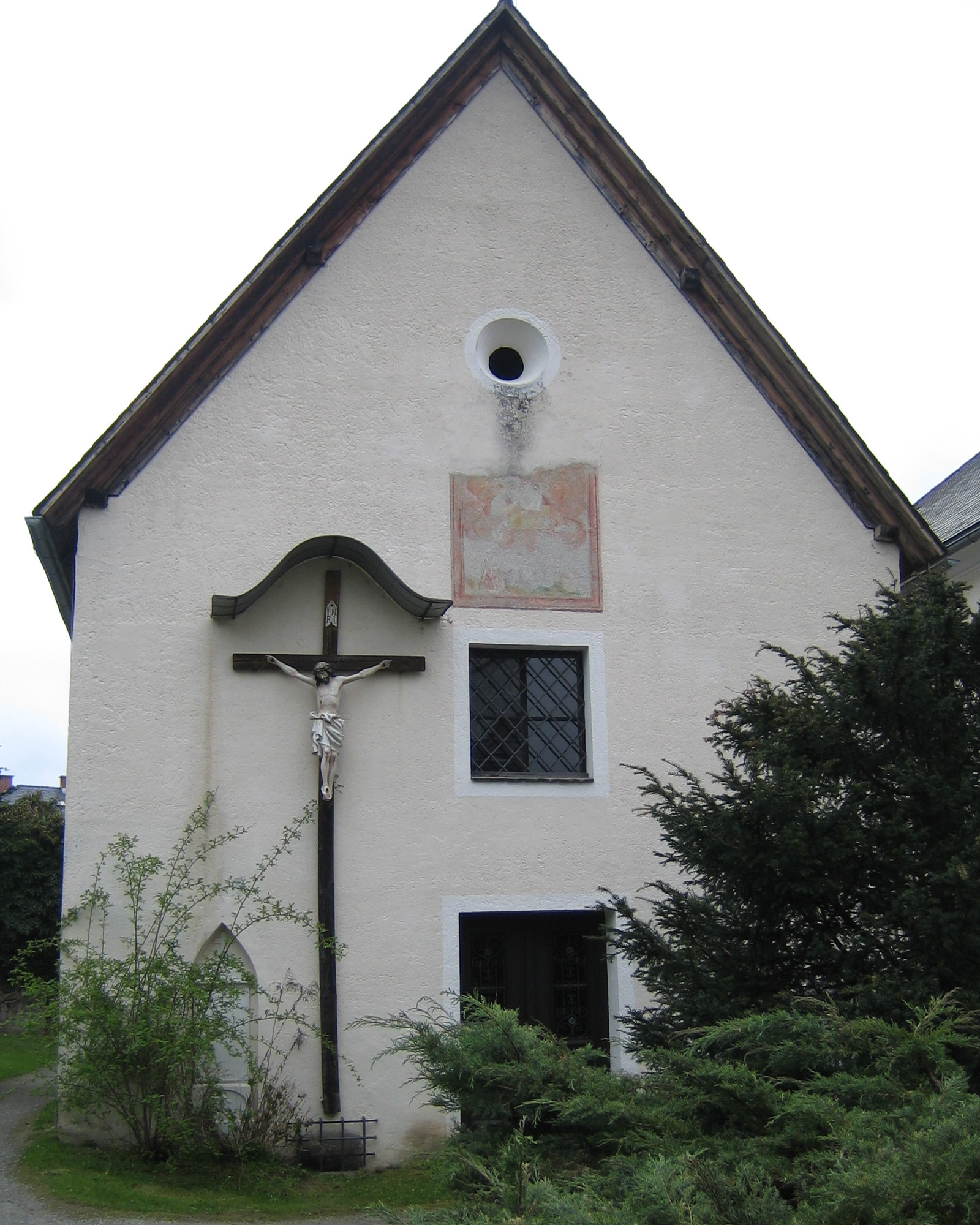
Loretokapelle
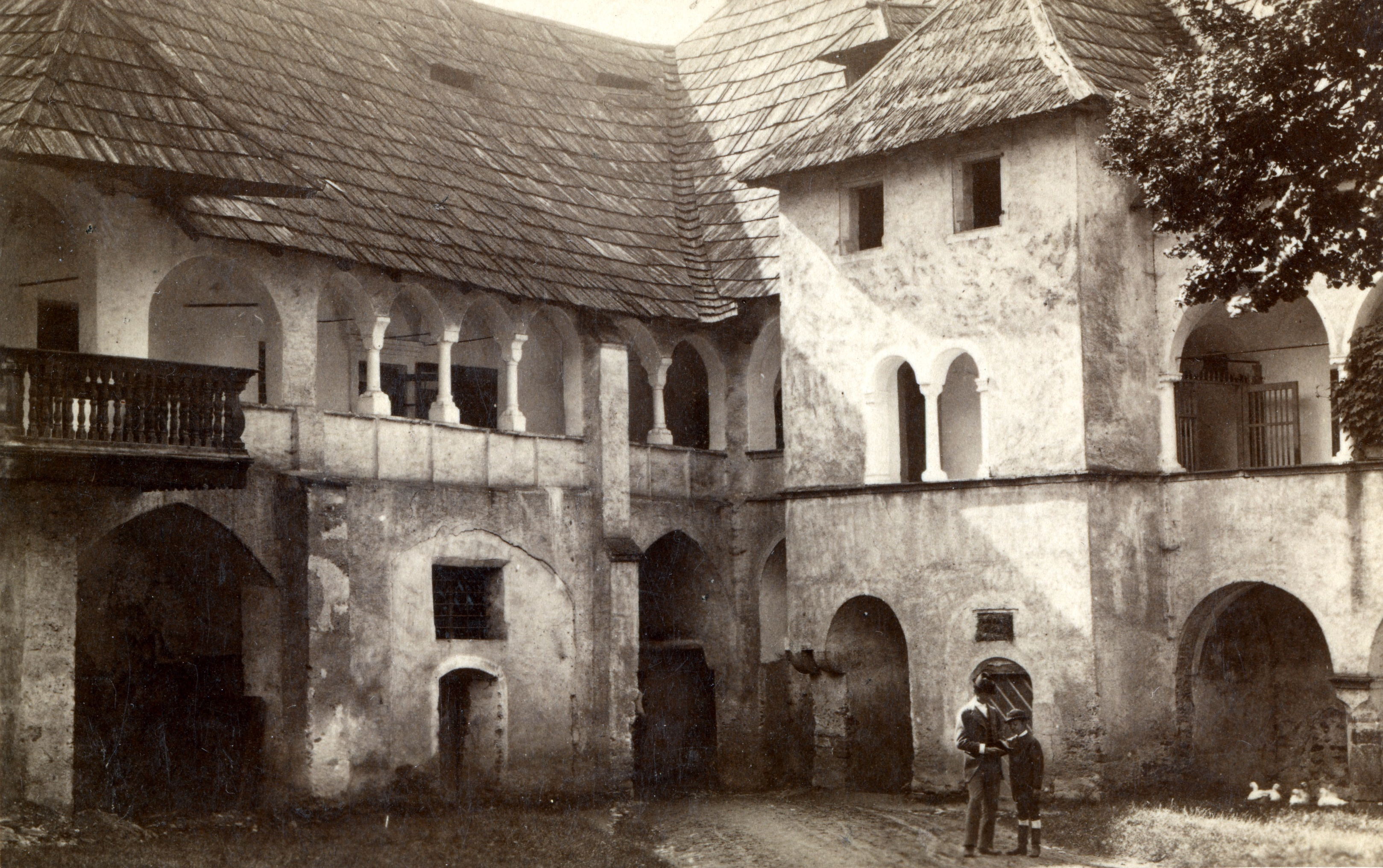
Innenhof um 1890

#### Domitianskapelle
Die Domitianskapelle (4) besteht im Kern aus romanischem Gemäuer und wurde unter Hochmeister Geumann (1508–1533) umgebaut und danach mehrmals umgestaltet (1632, 1641/42, 1716). Die Kapelle ist ein dreijochiger, breiter Raum mit einem Netzrippengewölbe, dessen Wandpfeiler barock ummantelt sind. Es gibt vier Spitzbogenfenster. Die Empore im westlichen Joch hat eine vorschwingende Rokokobrüstung. Der Chor besteht aus einem Vorjoch und einem 5/8-Schluss und ist höher als das Schiff. Er besitzt ein Sternrippengewölbe. Im Chorschluss finden sich drei Spitzbogenfenster.
Der Altar ist mit einem Chronogramm auf 1716 datiert. Er ist in leichter Säulenarchitektur mit vorschwingenden Seitenteilen gestaltet. In diesen befinden sich unten Opfergangportale, oben zwei Bischofsfiguren. In der Mitte des Altares befindet sich der gläserne Schrein (1643) mit den Gebeinen des Herzogs Domitian und seiner Gemahlin. Über dem Schrein befindet sich ein Bild, die Aufnahme Domitians in den Himmel darstellend.
Die Kanzel stammt aus dem Rokoko (um 1770). Der Triumphbogen trägt im Scheitel eine Kartusche mit der Inschrift „Honori et Gloriae Beati Domitiani“ und ein Chronogramm 1716.
Das Kapellenschiff verfügt über vier freistehende Pfeiler, über denen sich von Putten flankierte, ovale Ölbilder befinden (1720). Die Bilder stellen die Wundertaten des heiligen Domitian dar und zeigen Ansichten von Millstatt und Spittal an der Drau. In der Westwand eingemauert befindet sich der Grabstein Domitians, ursprünglich der Deckel einer Tumba, bezeichnet 1449. Der Stein zeigt „Herzog Domitian in Ritterrüstung mit Herzogshut und Mantel auf einem Löwen stehend, in der Rechten die Lehensfahne mit dem kombinierten Wappen Kärnten und Pfalz/Bayern, das gleiche Wappen am Schild“.

#### Siebenhirterkapelle
Die Siebenhirterkapelle (5) schließt an das nördliche Seitenschiff der Kirche an. Sie wurde um 1500 erbaut und besitzt ein Sternrippengewölbe. Der Marienaltar stammt aus dem Jahr 1650 und enthält ein Bild, auf dem die Gottesmutter dem heiligen Dominikus den Rosenkranz überreicht. Der Grabstein des Hochmeisters Johann Siebenhirter befindet sich an der Wand unter dem Fenster. Der Grabstein besteht aus rotem Adneter Marmor und wurde vom Augsburger Bildhauer Hans Bäurlein (um 1500) hergestellt. Der Taufstein ist wahrscheinlich spätgotisch und hat einen barocken Aufsatz aus dem dritten Viertel des 17. Jahrhunderts. Im Fußboden befindet sich die Grabplatte der Gräfin Chuniza aus dem 12. Jahrhundert. Im Untergeschoß des auch Fronleichnamskapelle genannten Gebäudes befindet sich die Millstätter Jesuitengruft.

#### Geumannkapelle
Die Geumannkapelle wurde 1505 erbaut, wovon eine Inschrift im Scheidbogen zeugt. Ihr Netzgewölbe ist mit Rankenmalereien überzogen. Der barocke Johannesaltar ist mit 1650 bezeichnet, über dem Altarbild, das die Taufe Christi im Jordan zeigt, ist eine Johannesschüssel mit dem Haupt des Täufers angebracht (um 1520). Der in die Südwand eingelassene Grabstein des namensgebenden Johann Geumann († 1533) ist ein Epitaph aus weißem Marmor. Er wurde vom Salzburger Bildhauer Hans Valkenauer angefertigt und zeigt den zweiten Hochmeister der St. Georgsritter in Lebensgröße in voller Rüstung auf einem Löwen stehend. In der rechten Hand hält er eine Fahne mit der Fürstenkrone sowie die Wappen des Ordens, der Residenz Millstatt und der aus Oberösterreich stammenden Familie Geumann.
Johann Geumann (* ca. 1467; † 23. Dezember 1533) war ein Sohn von Heinrich VI Geumann und verheiratet mit Margarethe von Trautmannsdorf. Pfleger in Maria Lankowitz und Voitsberg. Gehörte zu den Testamentsexekutoren Kaiser Maximilians I. War nach dem Tod der Gattin 1495 Mitglied, 1499 Komtur, 1508 Verweser und ab 1513 zweiter Hochmeister des St. Georgsritterordens mit Sitz im Stift Millstatt. Brachte 8000 Gulden Privatvermögen in den Orden ein. Er starb an den Folgen der Pest in Gmünd/Kärnten und liegt in Millstatt begraben. Auf seinem Marmorgrabstein ließ er sich von Hans Valkenauer schon vor 1518 in voller Rüstung darstellen. Die umlaufende Inschrift hat den Wortlaut: „hie leit begrabē der hochwürdig fürst und her her Johan geüman / der ande hochmaistē Sant jorgen / ordē.s stifte der ewig mess und liechts dieser capell gestorbe im / 15 … jar dem got gnad“. Heute noch zeugen Teile in der Stiftskirche zu Millstatt von seiner Bautätigkeit als Ordensoberer: Teile des gotischen Netzrippengewölbes, der Taufstein mit dem Geymannwappen, die Geumankapelle, sowie Renaissancelaubengänge im Stiftshof. Ein Tafelbild (entstanden nach 1508) im Landesmuseum Klagenfurt zeigt ihn kniend mit seiner Familie vor der Gottesmutter.

### Weitere Stiftsgebäude
Die ehemalige Klosteranlage befindet sich südlich der Kirche. Die gesamte Anlage gruppiert sich um zwei Höfe und den Kreuzgang.

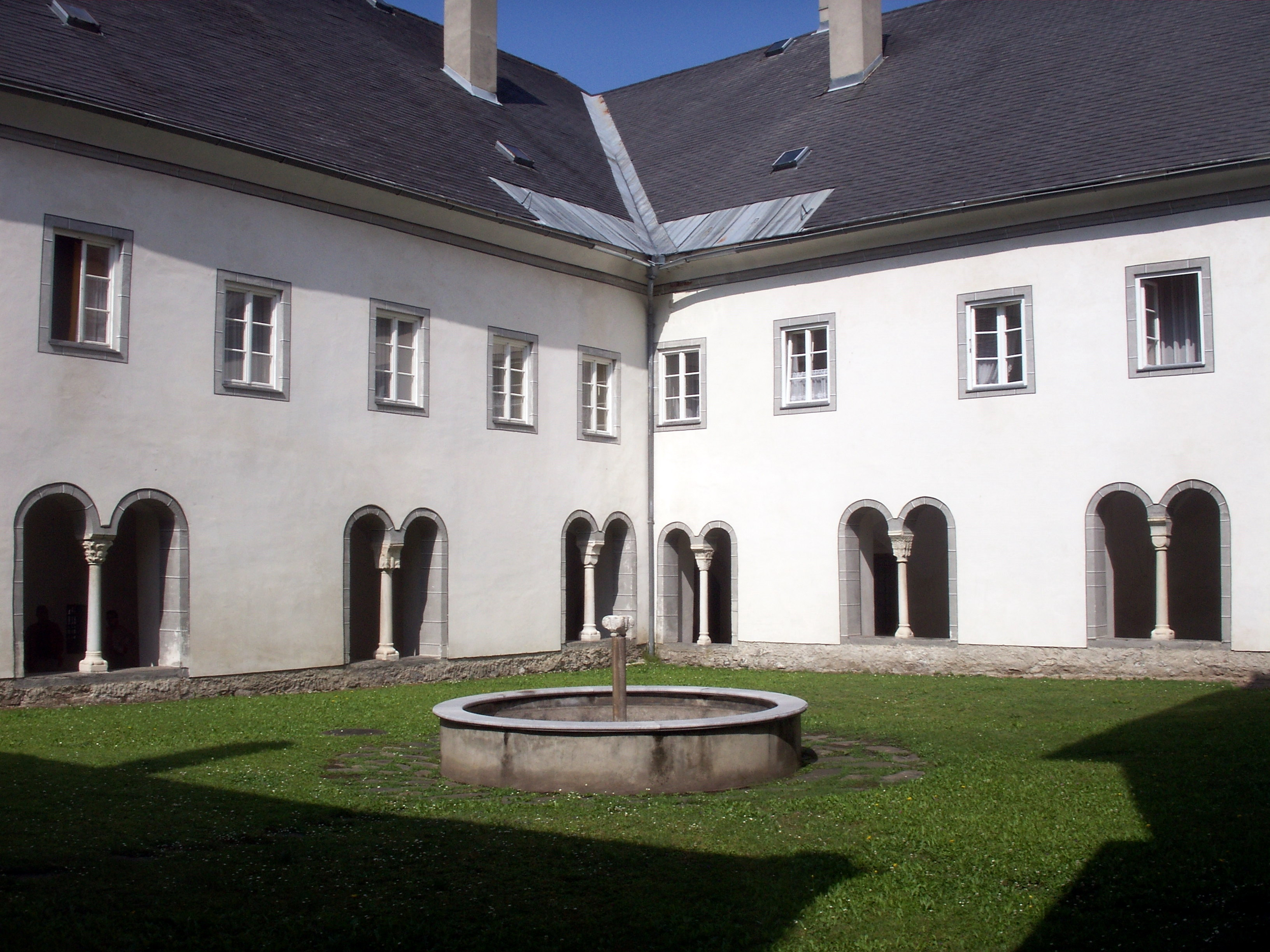
Innenhof mit Kreuzgang

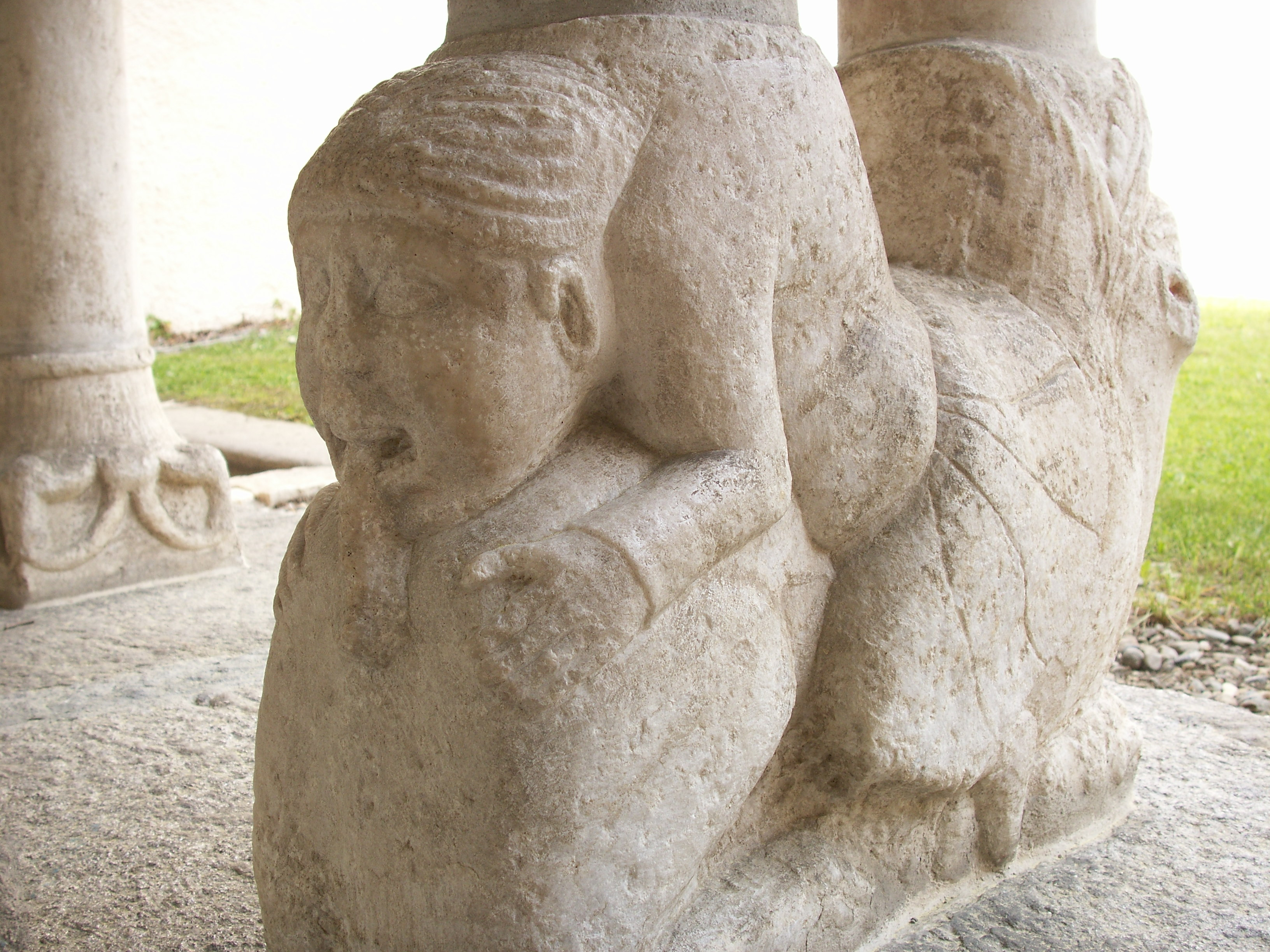
Doppelsäulenbasis Weib & Löwe

#### Der Kreuzgang
Hauptartikel: Millstätter Kreuzgang
Der Kreuzgang (6) ist eine rechteckige Anlage. Der an die Kirche angrenzende Flügel ist eingeschoßig, die anderen drei sind zweigeschoßig. Zum Hof hin befinden sich gekuppelte Rundbogenfenster mit einer Mittelsäule. Im Nordflügel gibt es ein spitzbogiges Portal, im Ost- und Westflügel barocke Rundbogenportale. Die Gewölbe sind Sterngratgewölbe aus der Zeit um 1500, im Südflügel ist es ein Springgewölbe.
Das Kreuzgangsportal befindet sich in der Nordostecke und diente früher als Mönchspforte zur Kirche. Unter Verwendung hochromanischer Skulptur wurde es um 1500 umgestaltet. Zwei ehemalige Pfeilerfiguren, wohl vom damals abgetragenen Lettner, dienen jetzt als Türsturzatlanten: links der heilige Paulus, rechts der Erzengel Michael, beide aus der zweiten Hälfte des 12. Jahrhunderts. Zwei Freisäulen stützen das Gewölbe der Kreuzgangecke. Im Kreuzgang befinden sich einige Wandgemälde aus dem 15. und 16. Jahrhundert, so eine Madonna mit Kind, Szenen aus der Georgslegende und eine Madonna mit Heiligen.

#### Ordensschloss und Innenhöfe
Die Gebäude des Ordensschlosses (7) um den rechteckigen oberen Innenhof stammen aus dem 15. und 16. Jahrhundert, wobei der Mauerkern viel älter ist. Die Trakte der beiden Gebäudeflügel sind zweigeschoßig. Der Laubengang in spätgotischem Stil wurde unter dem Hochmeister Siebenhirter erbaut, er besitzt Kreuzgratgewölbe und Rundbogenarkaden. Am West- und Südflügel befinden sich zweigeschoßige Renaissance-Laubengänge (um 1530), mit spätgotischen Pfeilern im Erdgeschoß und ionischen Säulchen im Obergeschoß. Die Arkadensäulen im Westflügel haben romanisierende Würfelkapitelle. Im oberen Durchgang zum Innenhof befinden sich drei karolingische Flechtwerksteine aus dem 9. Jahrhundert, die wohl Teil der ersten Millstätter Kirche waren.

#### Hochmeisterschloss (heute: Lindenhof)

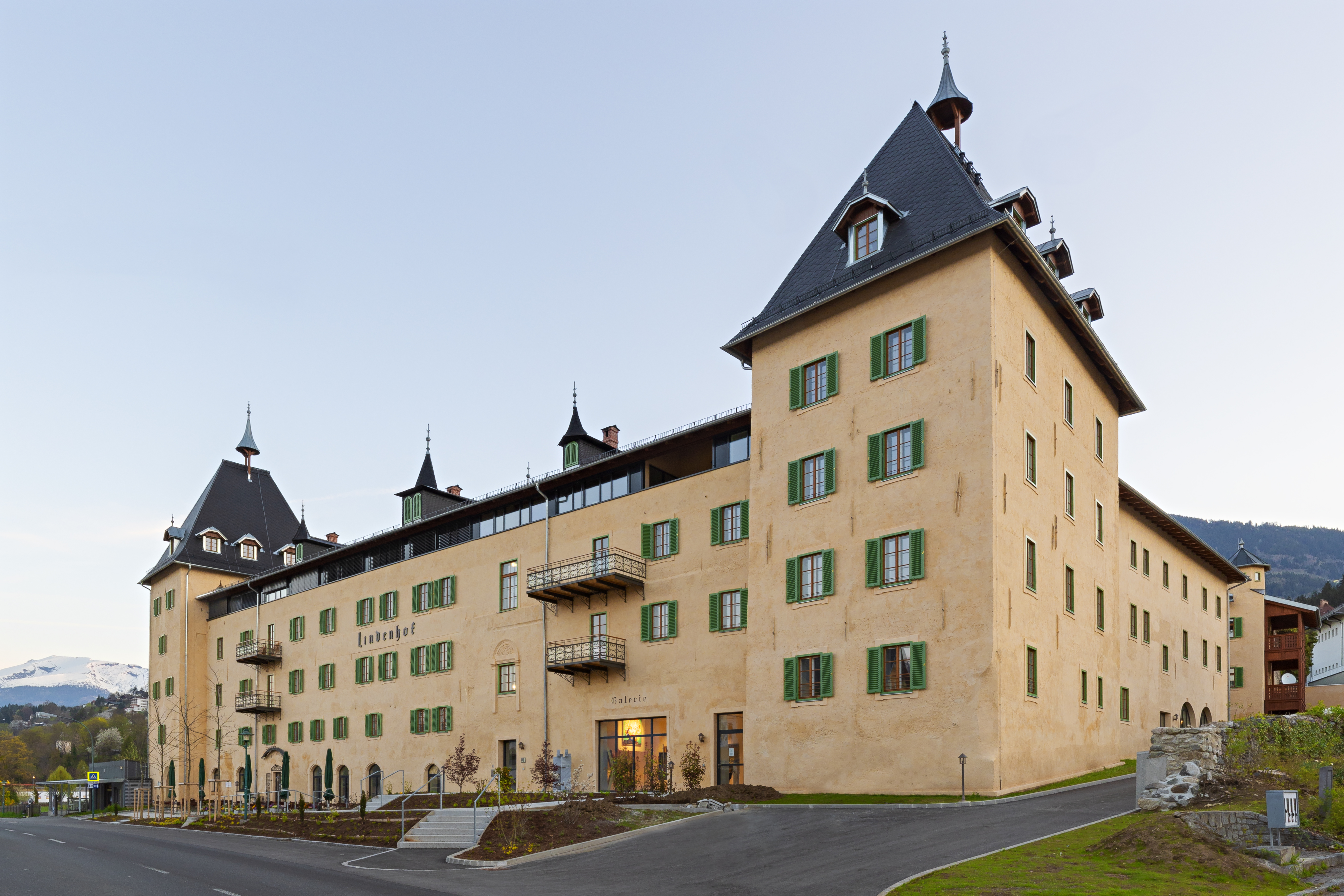
Das Hochmeisterschloss als „Lindenhof“ nach der Renovierung 2018

An der Stelle des heutigen Baus standen schon im 13. Jahrhundert Wirtschaftsgebäude des Klosters. Das ehemalige Hochmeisterschloss (s. Plan Nr. 9) (Heute: „Lindenhof“) ist ein viergeschoßiger Gebäudeflügel, flankiert von zwei der insgesamt vier Wehrtürmen der Stiftsanlage, dessen Grundsubstanz  auf das 15. Jahrhundert zurückgeht. Am Westturm des Gebäudes befindet sich über dem Tor eine Wappentafel des damaligen Hochmeisters „Johann Siebenhirter“ (erster Hochmeister des St. Georgs-Orden (Österreich) (tätig 1469–1508) mit der Jahreszahl 1499. Der gesamte Südtrakt des Hochmeisterschlosses wurde von dem Wiener Advokaten Alexander Pupovac zu einem Hotel umgebaut, das 1901 eröffnet und bis in die 1970er Jahre als „Grandhotel Lindenhof“ genutzt wurde. Im Hof befindet sich eine (angeblich) 1000-jährige Linde, die schon bei Gründung des Klosters gepflanzt wurde und den Hof beherrscht. Das oberste Geschoß wurde erst mit dem Umbau zum Hotel 1901 hinzugefügt, und im gleichen Jahr wurden nach einem Brand der Ostturm erneuert und die verfallenen Wehrmauern südlich des Gebäudes abgetragen. Die Hotelräume blieben dann seit den 70er Jahren mehr als einem Vierteljahrhundert weitgehend ungenutzt. Die Pläne, den Lindenhof zu revitalisieren und zu renovieren, und dort ein Restaurant, eine Galerie, sowie Geschäfte, Büros und Apartments einzurichten, wurden inzwischen in die Tat umgesetzt (Stand 2018).

#### Stiftsarkaden und Arkadenhof Stift Millstatt
Die alten  Stiftsarkaden befinden sich im Innenhof nördlich des Zugangs zum Kreuzgang (s. Plan Nr. 10). Der im Renaissance-Stil erbaute 2-geschoßige Arkadenhof entstand im 15. Jahrhundert, und zwar in der Zeit, als der St. Georgs-Orden (Österreich) Stift Millstatt als Hauptsitz überantwortet bekam (ab 1469). Die 500-jährige Linde im Hof wurde wohl zur selben Zeit gepflanzt. Der Arkadenhof bildet ein charakteristisches Ensemble im Bereich des Stiftsgeländes.

## Stiftsmuseum
Hauptartikel: Stiftsmuseum Millstatt

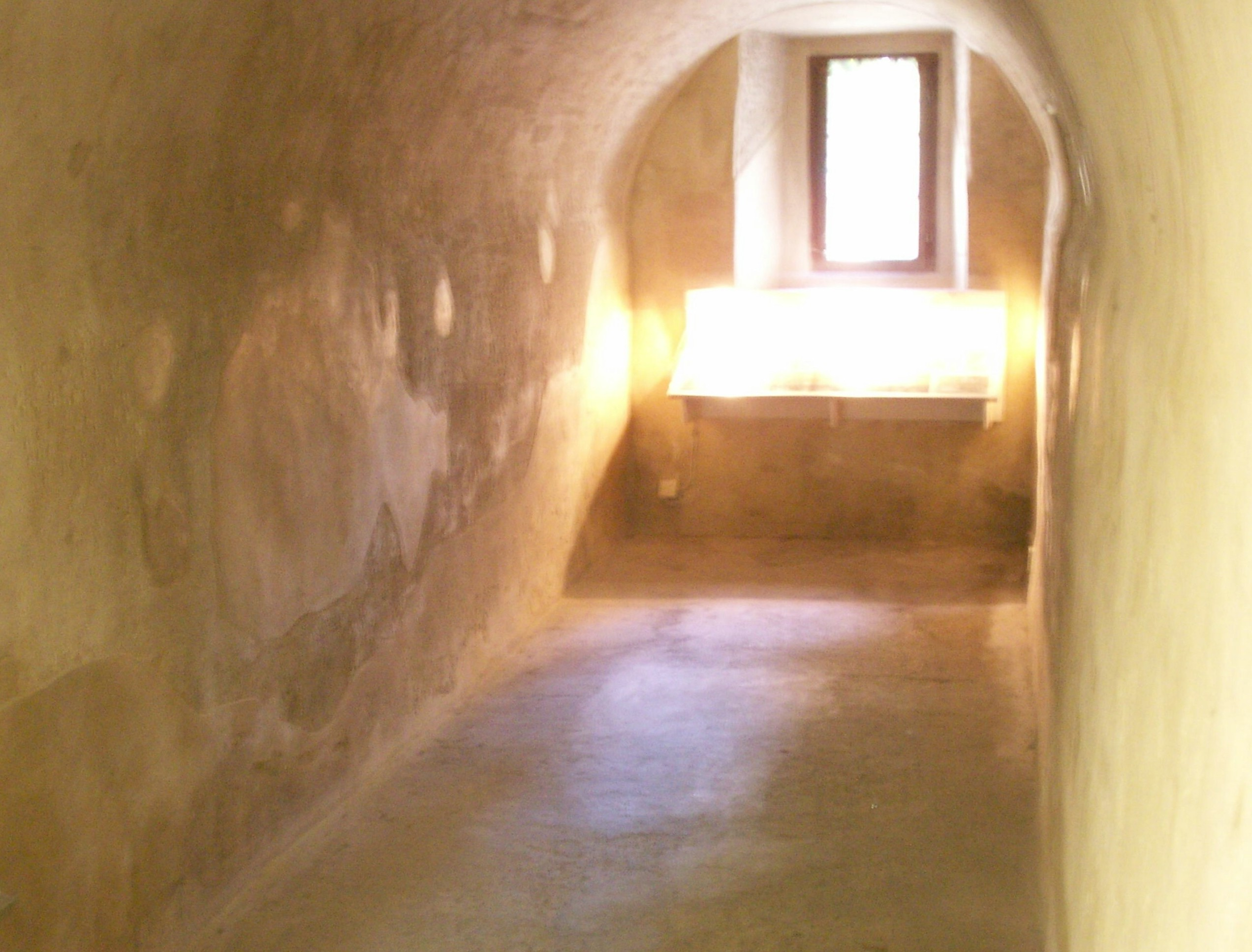
Kerkerzelle (Teil des Stiftsmuseums)

Das Stiftsmuseum Millstatt wurde 1981 von Franz Nikolasch gegründet. Es bietet einen Überblick insbesondere über die Geschichte des Stifts, aber auch über die Entwicklung des Marktes Millstatt und seiner Umgebung. Das Museum beherbergt zahlreiche Originalwerke und Faksimiles aus der Zeit der Benediktiner, der St. Georgsritter und Jesuiten. Darunter befindet sich ein Gebetbuch Maximilians I. mit Zeichnungen von Dürer, Altdorfer und anderen Künstlern. In einer Kerkerzelle lassen Kritzelinschriften in den Wänden Rückschlüsse auf deren Verwendung in der ersten Hälfte des 16. Jahrhunderts ziehen. Ein Bereich des Museums widmet sich den neolithischen und bronzezeitlichen Funden der Umgebung etwa vom Millstätter Berg, wobei der Weihealtar an eine Wassergottheit, die Darstellung der Ausgrabungen der frühchristlichen Kirche in Laubendorf bzw. der Wallanlage am Hochgosch beim Egelsee besonders hervorzuheben sind. In einer weiteren Abteilung zeigt man Mineralien, Erzvorkommen, Bergwerksanlagen und Verarbeitungsstätten, die einen Bezug zu Millstatt haben. Besonders ausführlich wird die Geschichte des Magnesitbergbaus auf der Millstätter Alpe dargestellt.

## Kunsthistorische Besonderheiten

### Millstätter Bibliothek und Millstätter Handschrift
Hauptartikel: Millstätter Handschrift
Das den Tagesablauf der Mönche bestimmende Chorgebet erfordert stets liturgische Bücher wie Psalterien, Breviere, Lektionare, Heiligenlegende oder Missale. Neugründungen eines Klosters erhielten die Erstausstattung vom Mutterkloster. Besonders Benediktiner benötigten eine umfangreiche Bibliothek, da die Regeln in der Fastenzeit auch private Lektüre vorschreiben. In Millstatt müssen zahlreiche Werke vorhanden gewesen sein, wovon durch ungünstige Umstände nur wenige erhalten sind. Das früheste bekannte Millstätter Verzeichnis der Bibliothek von 1577 wurde erst nach der Auflösung des Benediktinerklosters erstellt.
Bis zur Einführung des Buchdrucks mussten Bücher händisch abgeschrieben oder zugekauft werden. Obwohl die Mauern eines der ältesten und vornehmsten geistlichen Häuser Kärntens nie eine bekannte Schule beherbergten, ist von einem hohen Bildungsstand auszugehen. In den ersten Jahrhunderten des Klosters wurden prachtvolle mittelalterliche Handschriften in der Bibliothek des Benediktinerklosters gesammelt und hergestellt. Als einziger Schreiber der Millstätter Klostergemeinde ist ein Nicolaus monachus et sacerdos Milstadiensis bekannt. Aus der Millstätter Bibliothek sind insgesamt 191 Handschriften erhalten, wovon die sieben ältesten aus dem 11. Jahrhundert stammen. Ein Benedictionale des 11. Jahrhunderts gehört wahrscheinlich noch zur Gründerausstattung. Aus den 70er Jahren des 12. Jahrhunderts ist ein liturgischer Kalender, das Millstätter Sakramentar, erhalten.
Die erhaltenen Bestände der Millstätter Bibliothek finden sich heute im Kärntner Landesarchiv (14 Handschriften), in den Universitätsbibliotheken Klagenfurt (99 Hs) und Graz (26 Hs, 40 Drucke), in der Österreichischen Nationalbibliothek (5 Hs), dem Österreichischen Staatsarchiv (29 Hs, 23 Drucke), in der Nationalbibliothek Budapest, in London, Stockholm (Siebenhirter Brevier) und in privatem und öffentlichem Streubesitz.

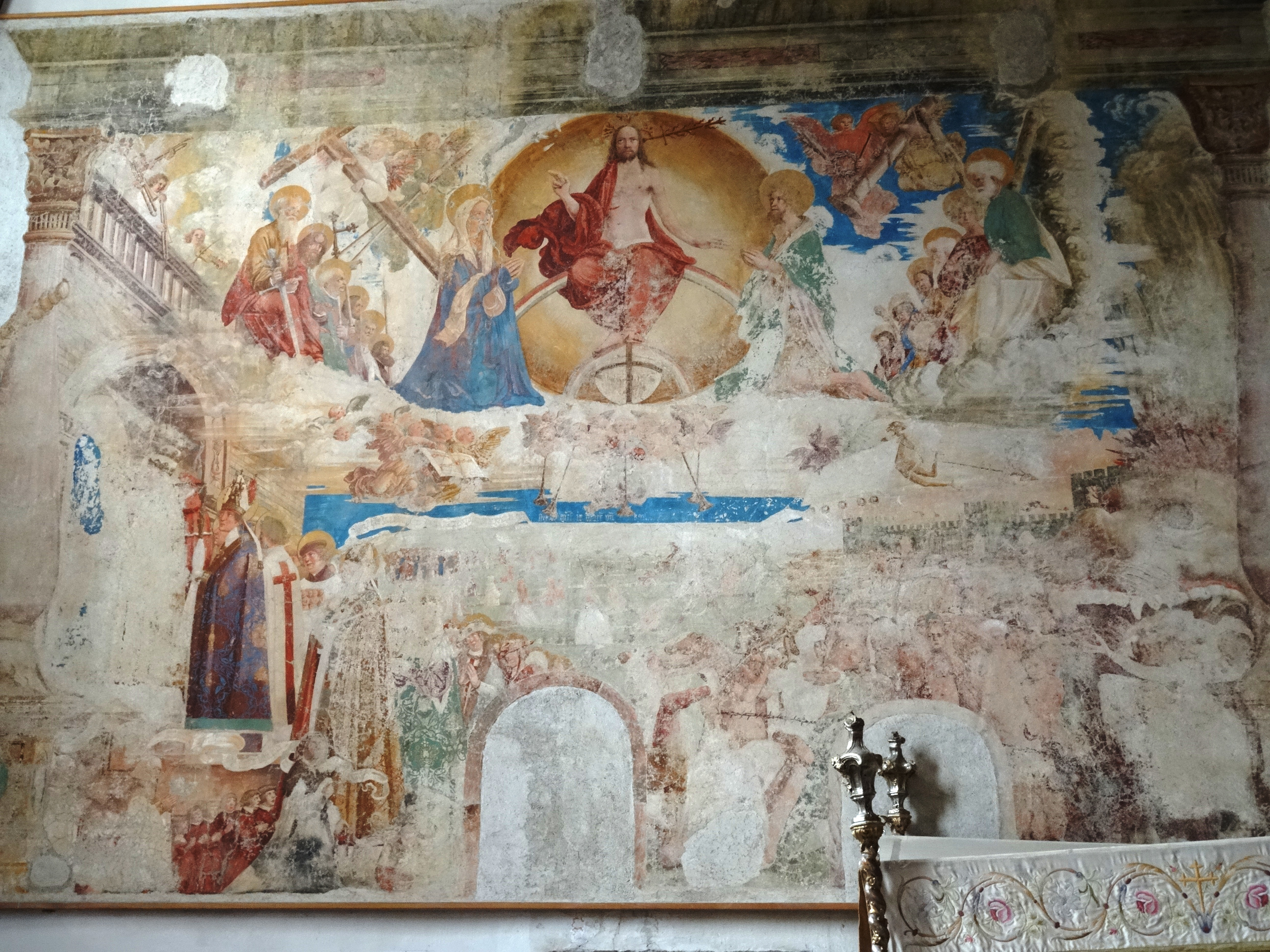
Weltgerichtsfresko

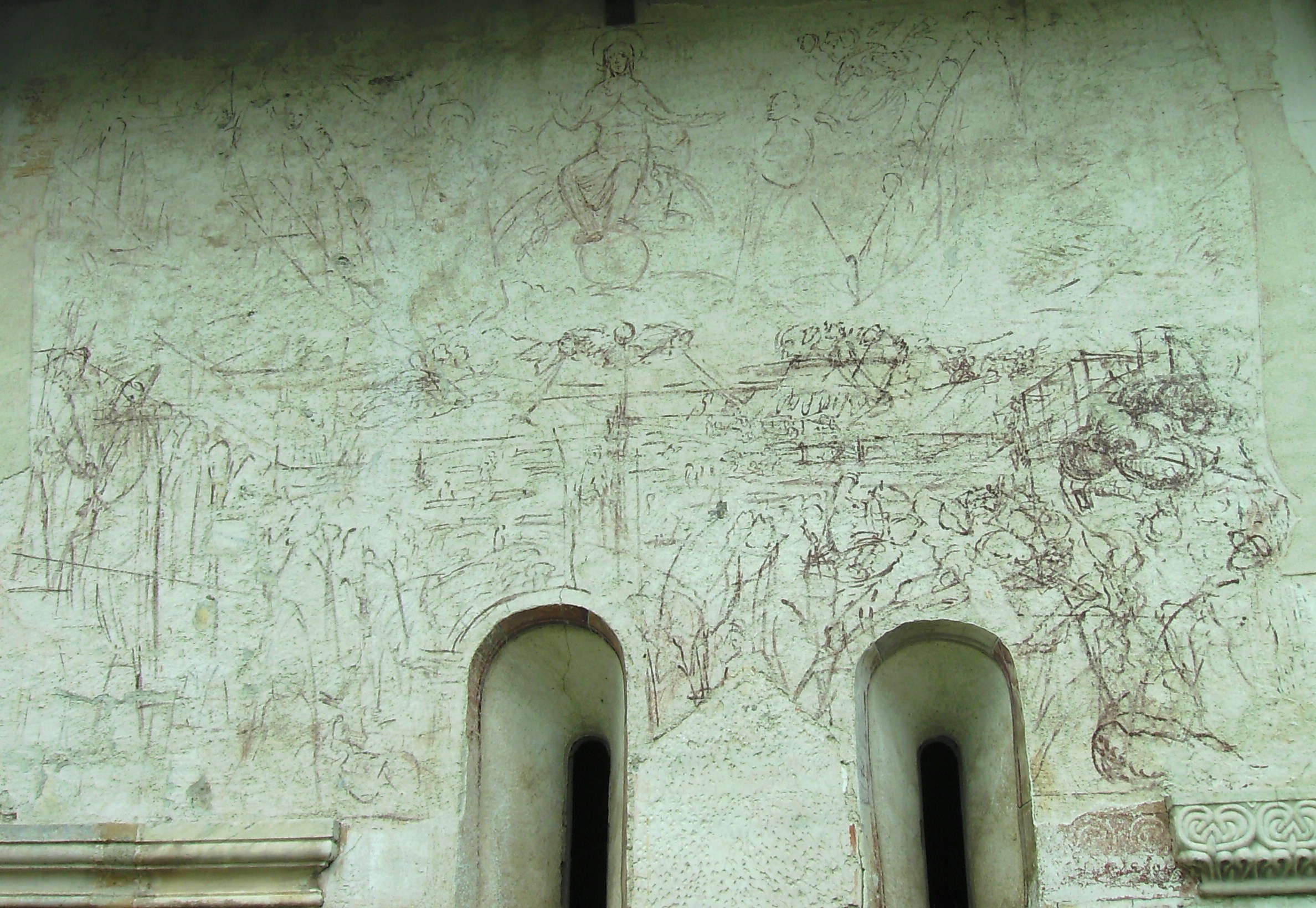
Weltgerichtsfresko (Vorzeichnung an der Westfassade)

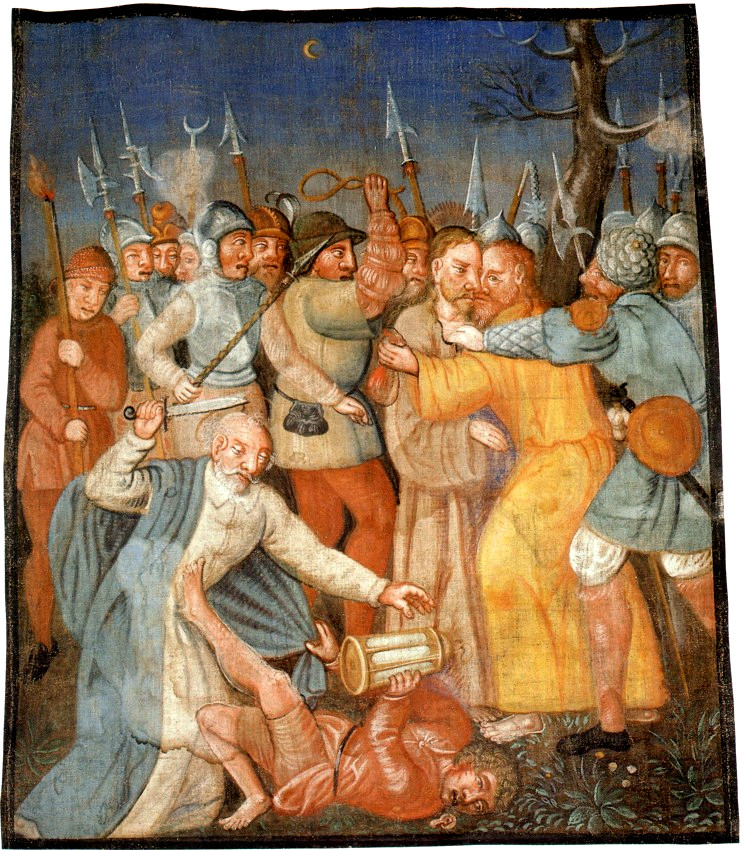
Millstätter Fastentuch, Detail: Gefangennahme

Als besonderer Glücksfall gilt, dass die Millstätter Handschrift dem Land Kärnten erhalten geblieben ist. Der Geschichtsverein für Kärnten konnte das sich heute im Kärntner Landesarchiv befindende Fragment 1849 kaufen. Es handelt sich dabei um eine teilweise illustrierte, in Frühmittelhochdeutsch verfasste Handschrift, die um 1200 niedergeschrieben wurde. Der erste Teil, die Genesis, ist eine gereimte, freie Übertragung des 1. Buch Mose in die deutsche Sprache und gilt als älteste erhaltene deutschsprachige Dichtung in Österreich. Die Verfasser der einzelnen Teile der Sammelhandschrift stammen wahrscheinlich nicht aus dem Millstätter Stift, vielmehr entstand im hiesigen Skriptorium die Sammelhandschrift aus den Schriften mehrerer Autoren. Dass zumindest Teile des Werks im Benediktinerstift unter Abt Heinrich II. von Andechs entstanden sind, wird aber auch nicht ausgeschlossen. Weitere erwähnenswerte Teile der Millstätter Handschrift sind neben der Genesis der Physiologus, ein mittelalterliches Lehrbuch der Zoologie, sowie der Exodus.

### Weltgerichtsfresko
Das so genannte Weltgerichtsfresko in der Stiftskirche ist ein ca. 6 m breites und 4 m hohes Fresko im Renaissance-Stil. Es wurde von einem unterstützenden Mitglied des St. Georgsritterordens in Auftrag gegeben und von Urban Görtschacher um 1519 angefertigt.
Auf dem Bild ist oben der richtende Heiland auf einem Regenbogen dargestellt, daneben Maria und Johannes der Täufer als Fürsprecher sowie die zwölf auf Wolkenbänken sitzenden Apostel. In der unteren Bildhälfte rufen posaunenblasende Engel die Toten zum Jüngsten Gericht aus den Gräbern. Auf der linken Seite werden an der Himmelspforte die Seligen, unter denen sich Papst Leo X., Kaiser Maximilian I. sowie Bischöfe und Kardinäle befinden, empfangen, rechts werden die Verdammten von Teufeln gemartert und an einer Kette in die Hölle gezogen.
Ursprünglich an der Westfassade der Stiftskirche angebracht, wurde das mittlerweile vor allem im unteren Bereich teilweise stark beschädigte Bild 1963 an deren Südwand im Inneren übertragen. Die originale Vorzeichnung befindet sich noch an ihrem ursprünglichen Platz, der Westfassade.

### Millstätter Fastentuch
Das Fastentuch der Stiftskirche zählt mit rund 50 m² Tuchfläche (ca. 8,40 × 5,70 m) zu den größten noch erhaltenen Leinwandbildern des gesamten Alpenraumes. Im Mittelalter war es in vielen Kirchen Brauch, dass am Aschermittwoch ein großes Tuch vor dem Hochaltar hochgezogen wurde und diesen bis zum Karsamstag verhüllte. Das Millstätter Fastentuch wurde 1593 von Oswald Kreuselius (auch: Kreusel) mit Wasserfarben gemalt. Es enthält 42 Bilder, die je 120 mal 95 cm groß sind und zwölf Szenen aus dem Alten Testament und 29 Szenen aus dem Neuen Testament zeigen. Ab Ende des 19. Jahrhunderts wurde das Fastentuch wegen der Nacktszenen nicht mehr ausgestellt und 1932 nach Klagenfurt gebracht, wo es in der Christkönigskirche Verwendung fand. Seit 1984 befindet es sich wieder in Millstatt, wo es wieder von Aschermittwoch bis zum Mittwoch der Karwoche den Hochaltar verhüllt.